# فهرست ژیمناست‌ها
ژیمناست به افرادی گفته می‌شود که ورزش ژیمناستیک را انجام می‌دهند، این ورزش شامل رشته‌های زیر می‌شود:
- ژیمناستیک آکروباتیک[۲]
- ژیمناستیک آیروبیک[۳]
- ژیمناستیک هنری[۴][۵]
- ژیمناستیک ریتمیک[۶]
- ترامپولین[۷]
- تامبولینگ

## ژیمناست‌های هنری

### زنان (هنری)

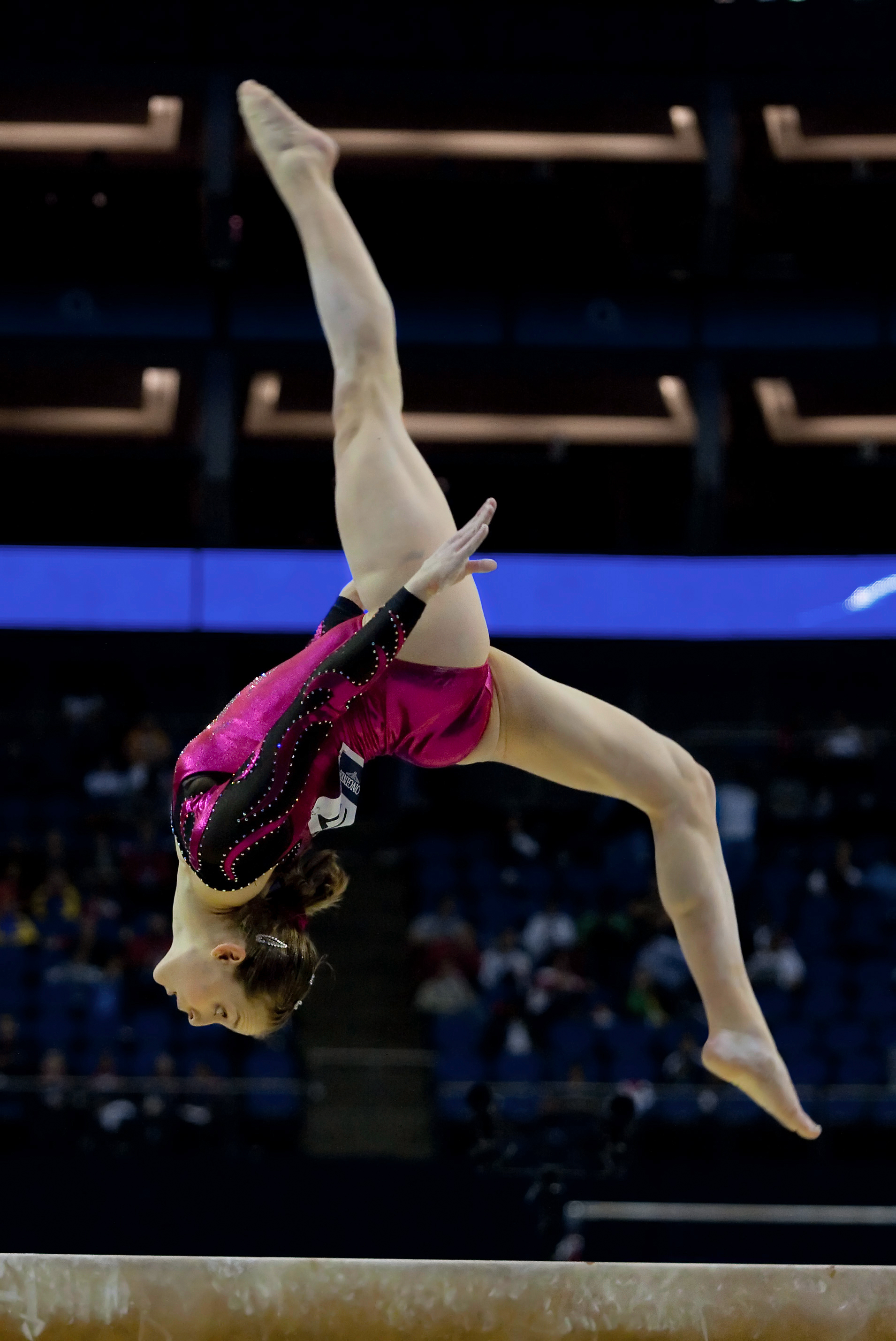
لورن میچل

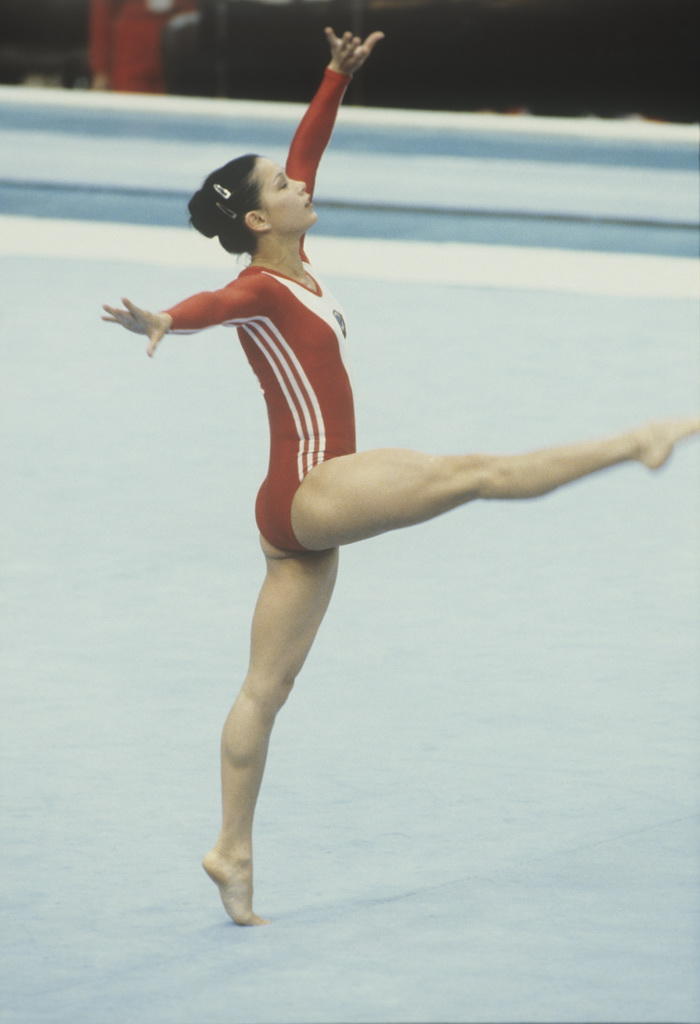
نلی کیم

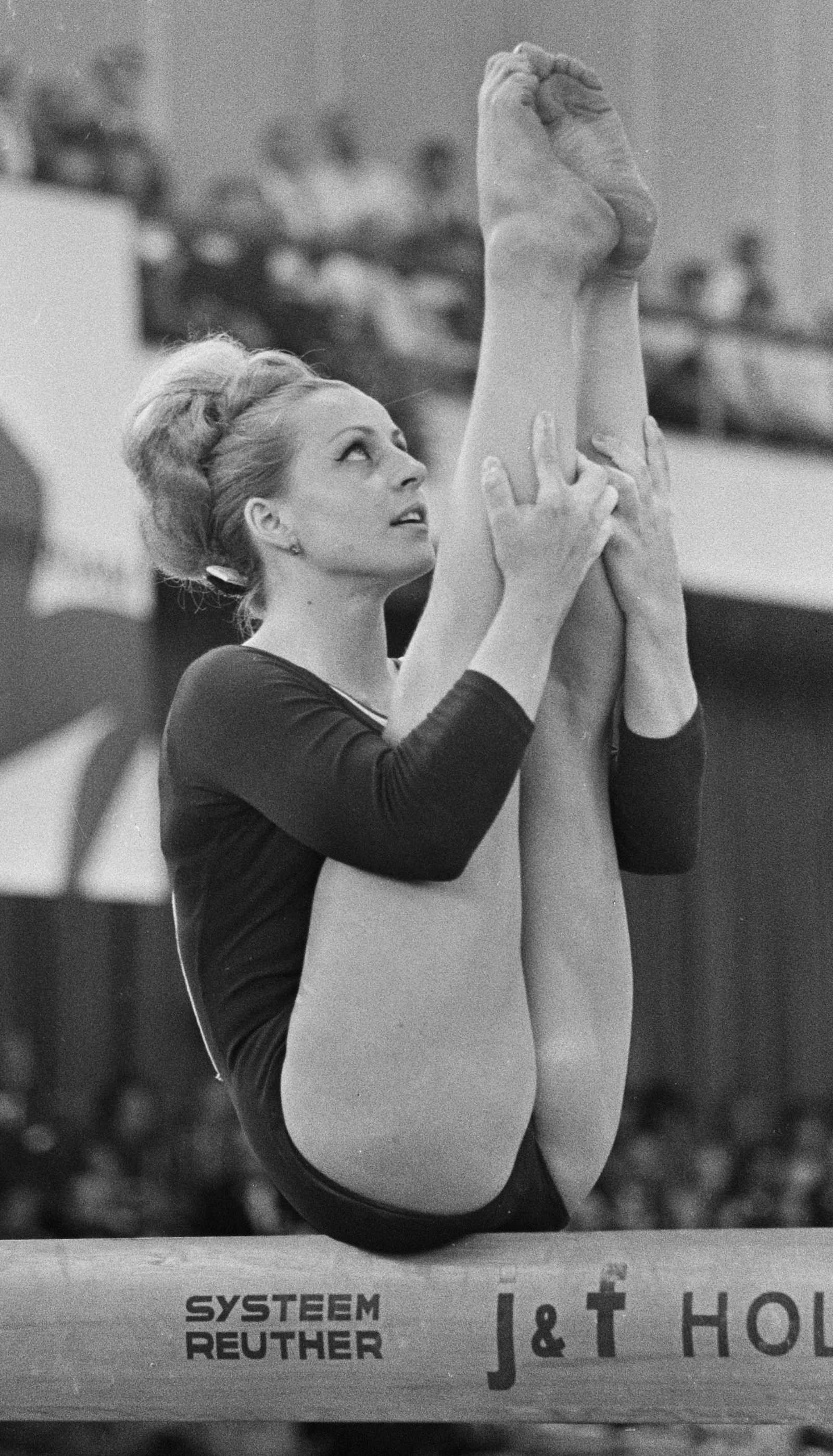
ورا چاسلاوسکا

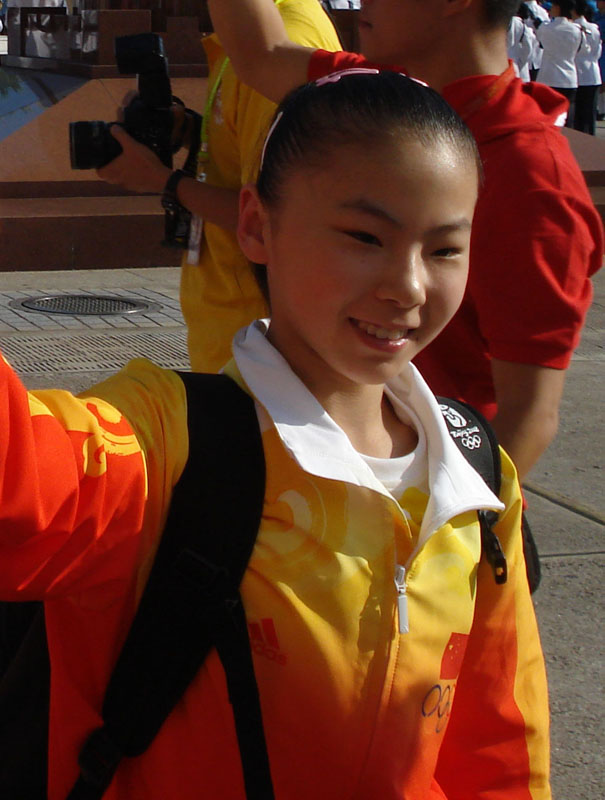
هه کژین

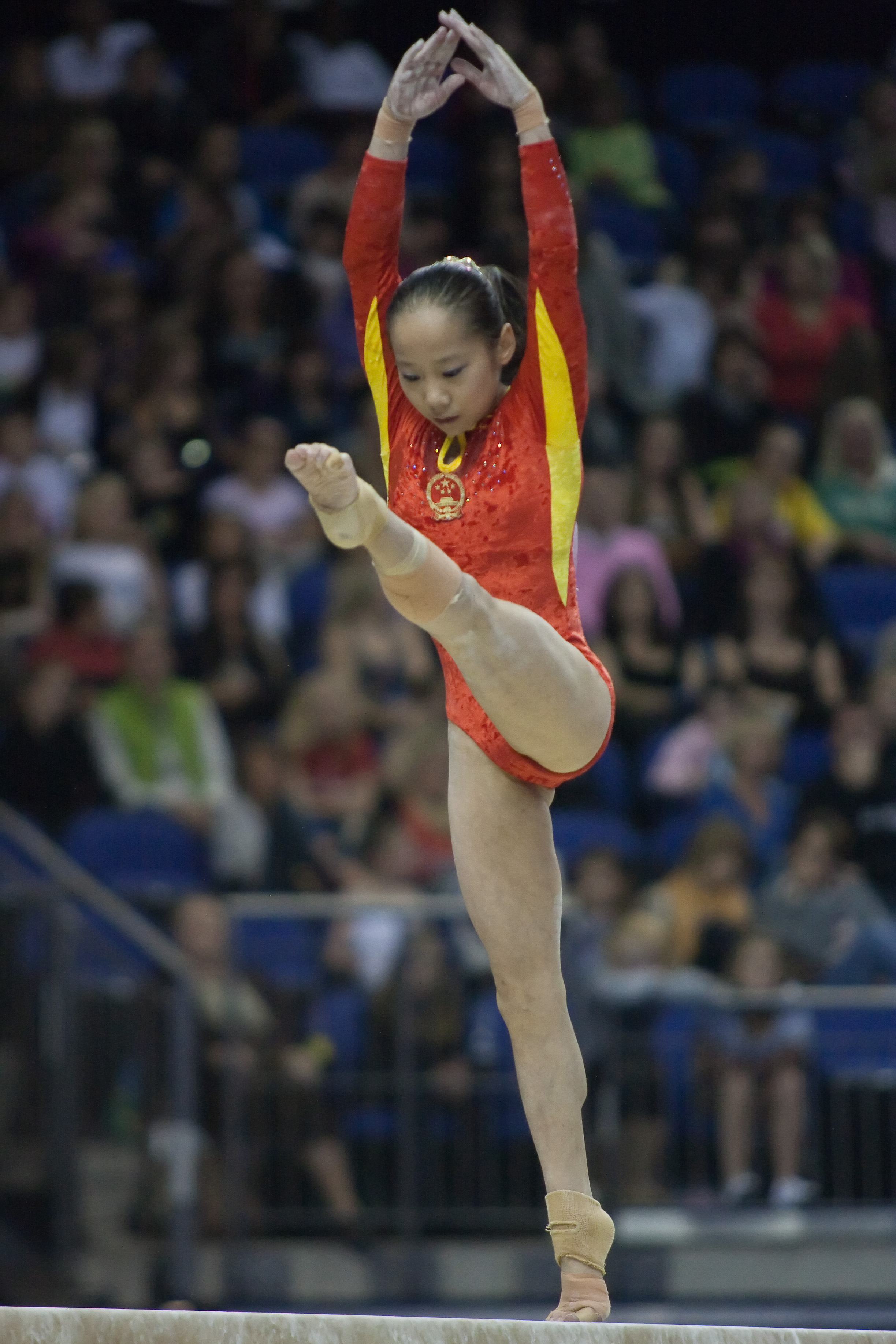
دنگ لین‌لین

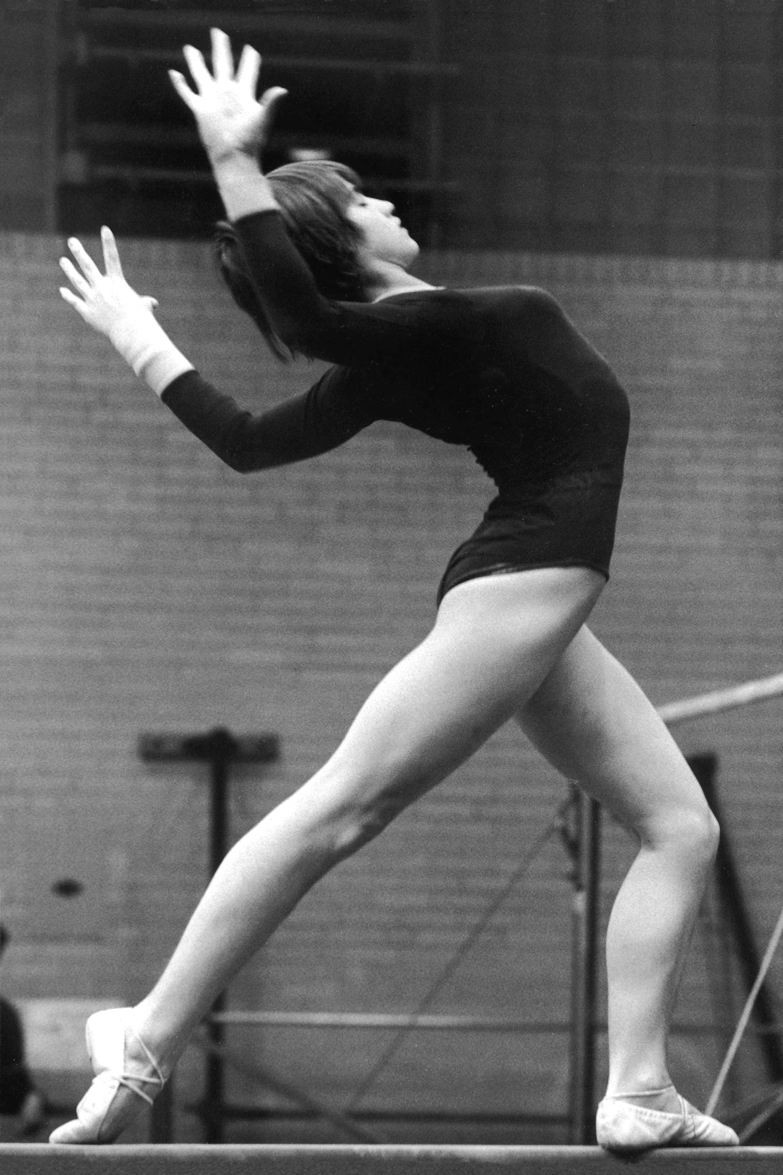
نادیا کومانچی

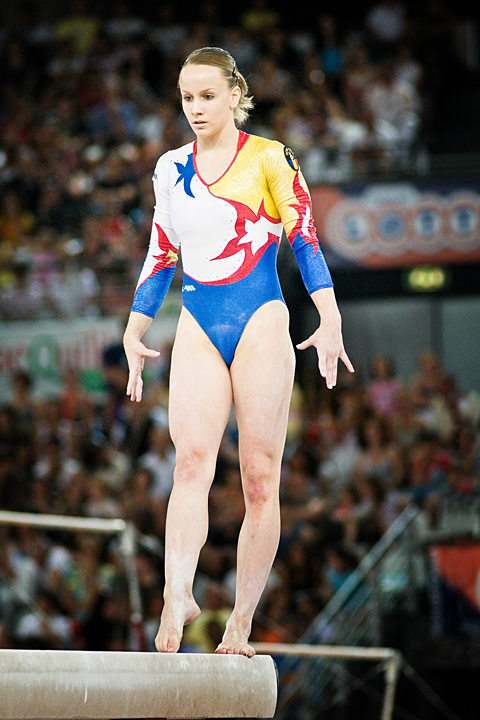
ساندرا ایزباسا

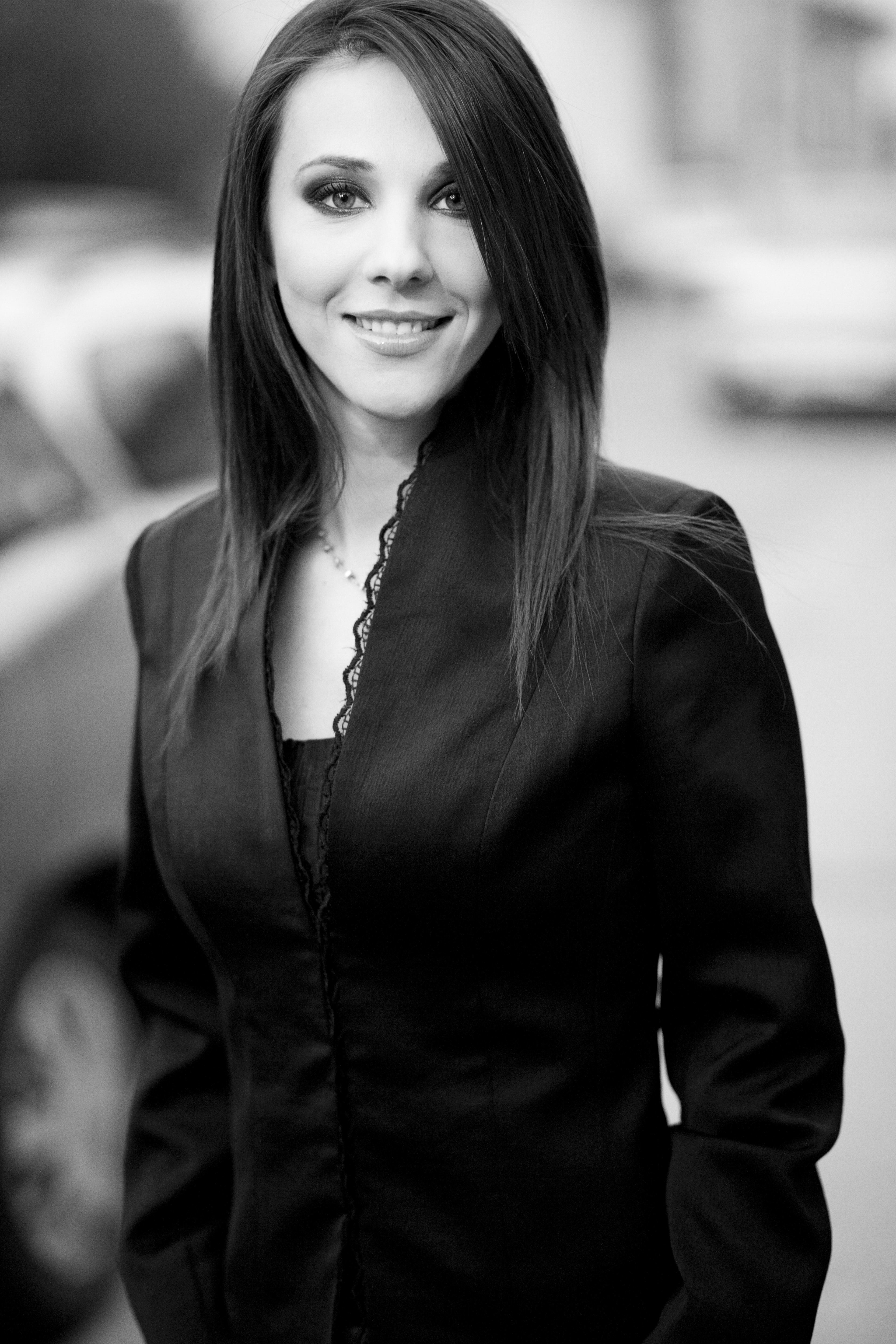
آندرآ رادوکان

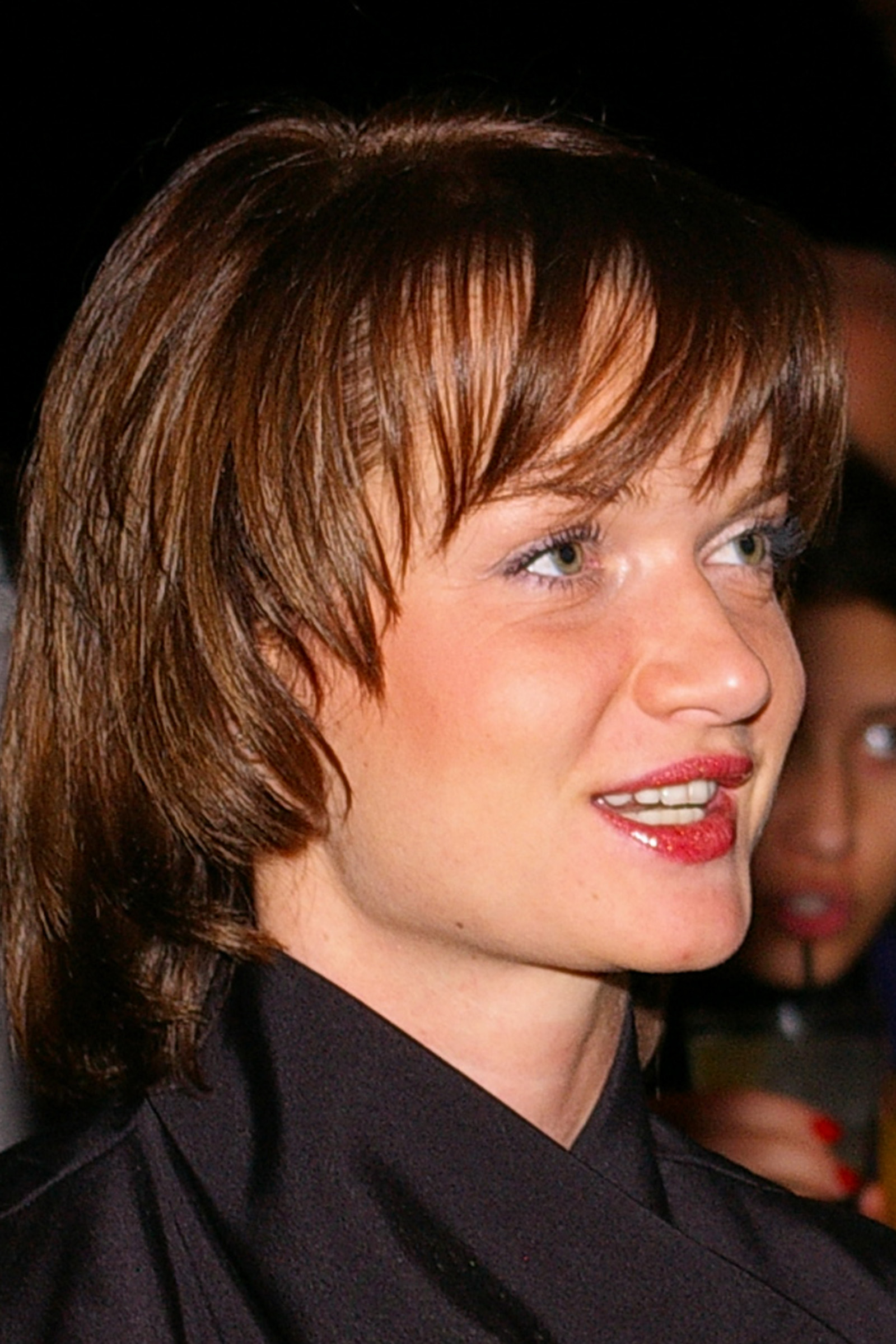
اسوتلانا خورکینا

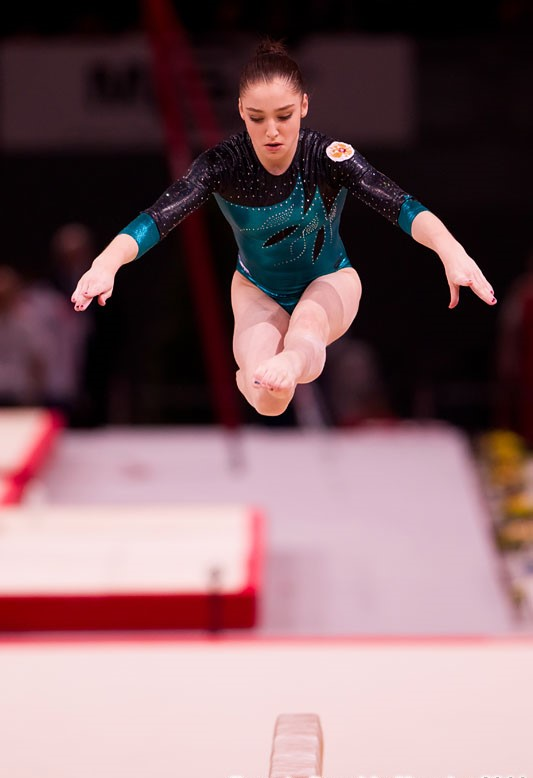
عالیه مصطفینا

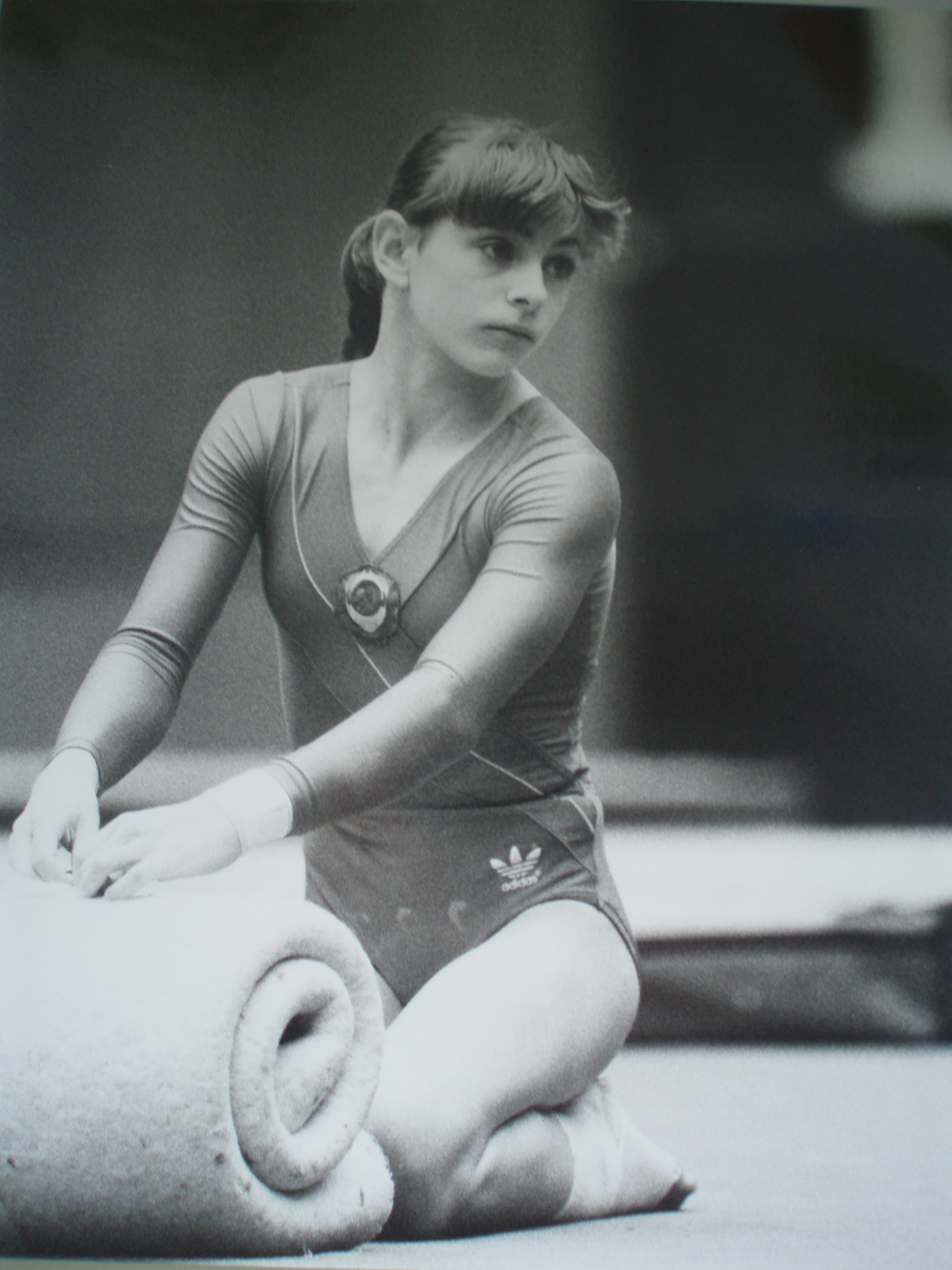
اوکسانا اوملیانچیک

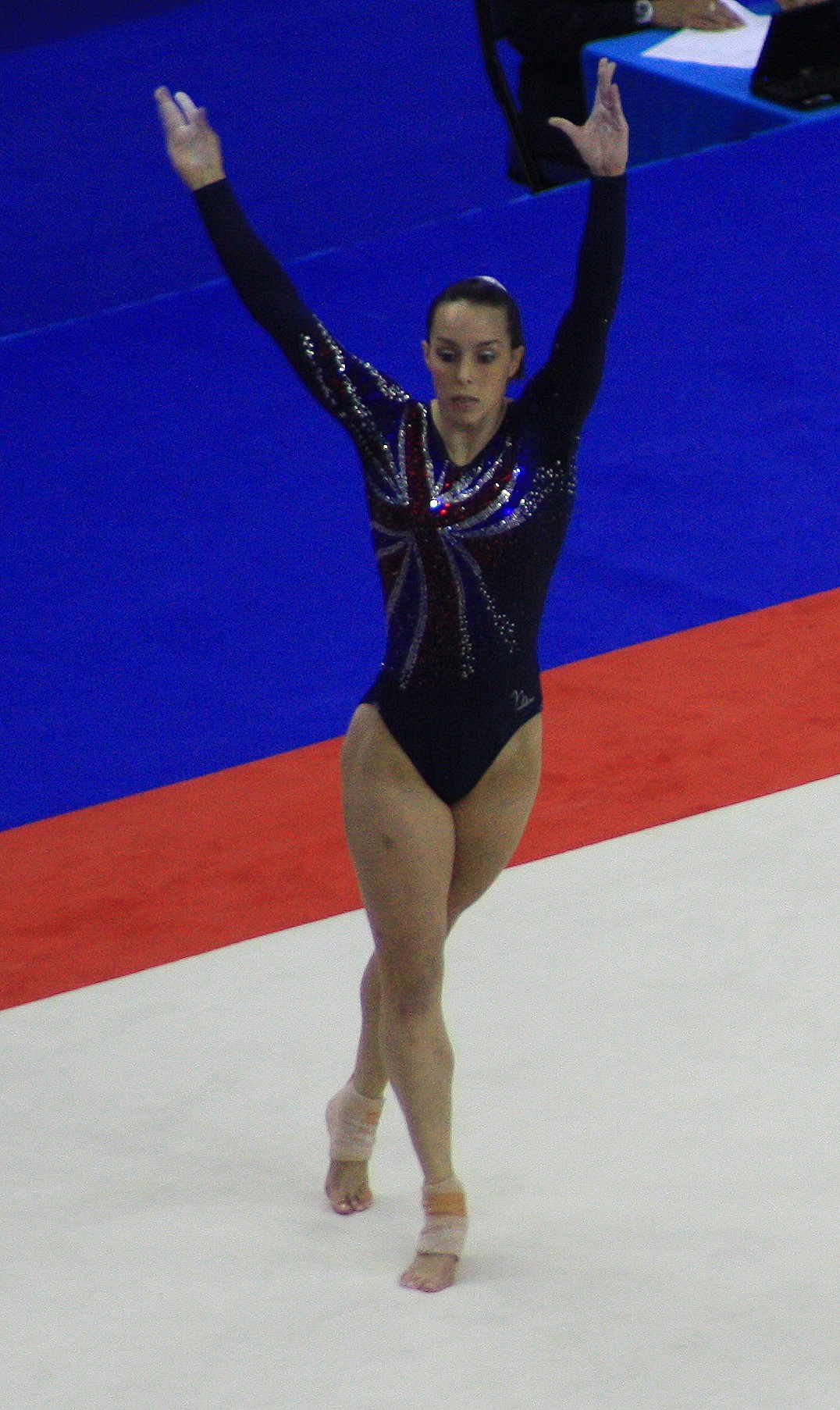
بت تویدل

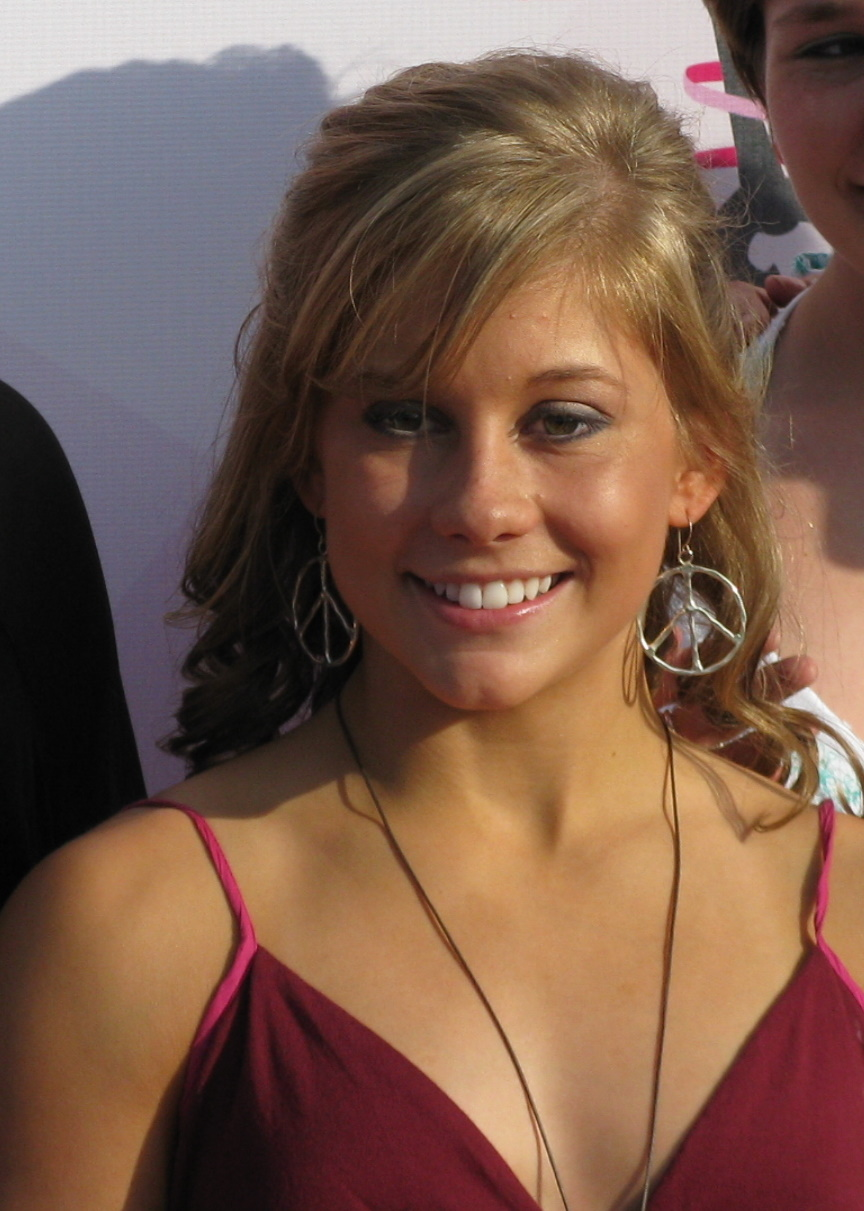
شان جانسون

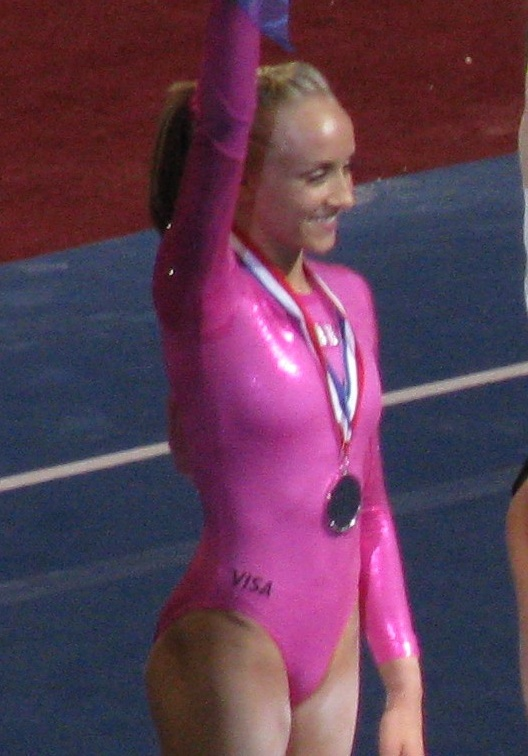
ناستیا لوکین

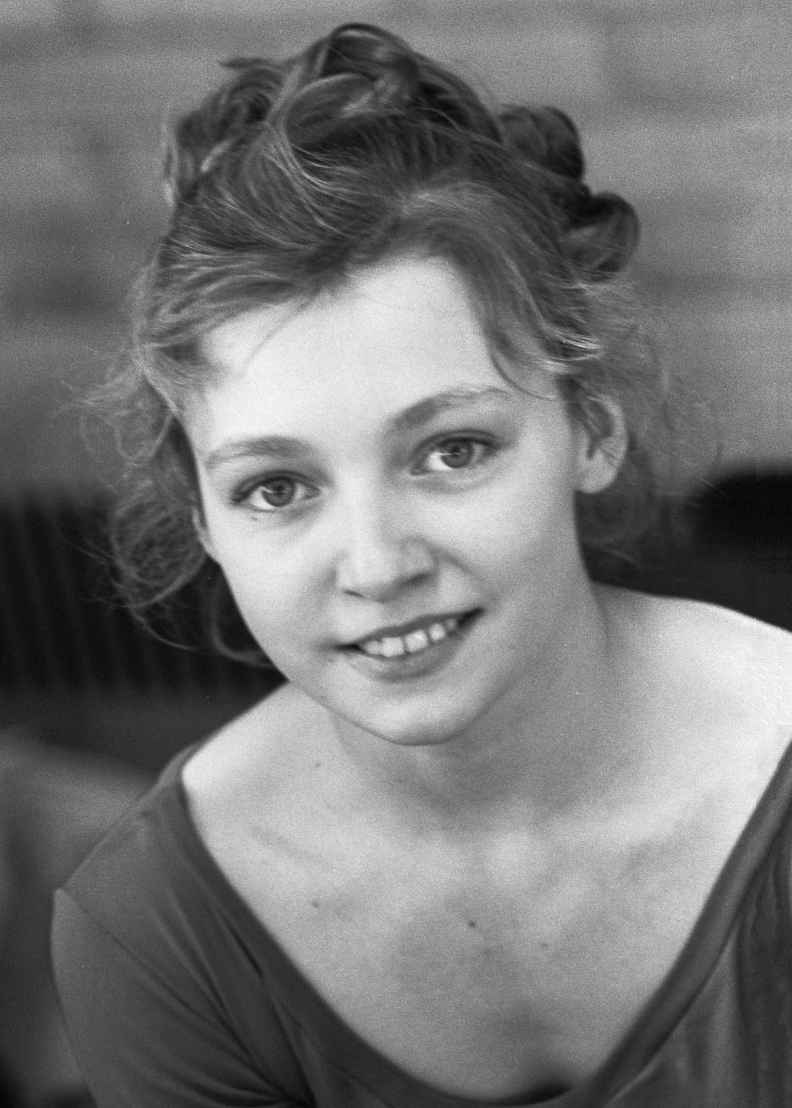
ناتالیا کوچینسکایا

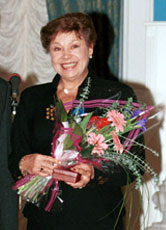
لاریسا لاتینینا

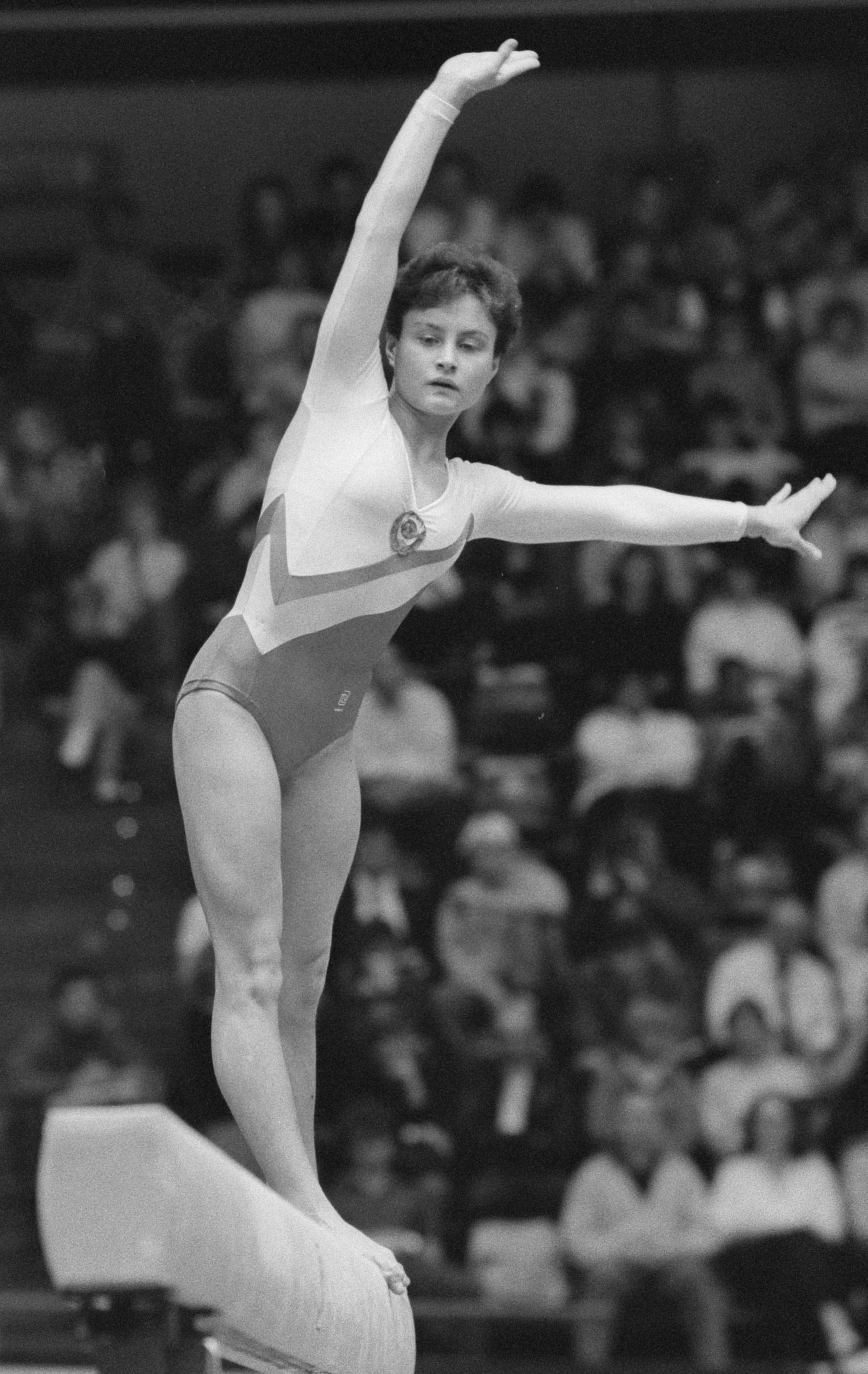
یلنا شوشونوا

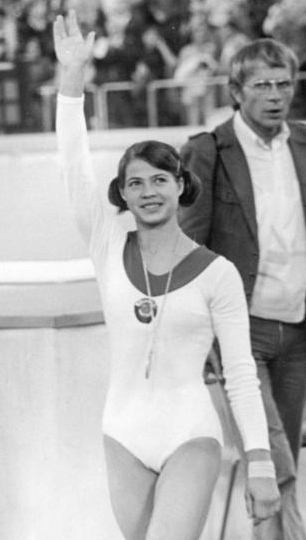
لودمیلا توریسشوا

| استرالیا      | استرالیا       | استرالیا                                     |
| ژیمناست       | تاریخ          | منابع                                        |
| ------------- | -------------- | -------------------------------------------- |
| جورجیا بونورا | ۱۹ مه ۱۹۹۰     | Georgia Bonora در فدراسیون جهانی ژیمناستیک   |
| اشلیی برنان   | ۱۸ ژانویه ۱۹۹۱ | Ashleigh Brennan در فدراسیون جهانی ژیمناستیک |
| داریا یورا    | ۲ مه ۱۹۹۰      | Daria Joura در فدراسیون جهانی ژیمناستیک      |
| امیلی لیتل    | ۲۹ مارس ۱۹۹۴   | Emily Little در فدراسیون جهانی ژیمناستیک     |
| لورن میچل     | ۲۳ ژوئیه ۱۹۹۱  | Lauren Mitchell در فدراسیون جهانی ژیمناستیک  |
| مونته راسو    | ۴ اوت ۱۹۸۸     | Monette Russo در فدراسیون جهانی ژیمناستیک    |
| لیسا اسکینر   | ۱۷ فوریه ۱۹۸۱  | Lisa Skinner در فدراسیون جهانی ژیمناستیک     |
| آلانا اسلاتر  | ۳ آوریل ۱۹۸۴   | Allana Slater در فدراسیون جهانی ژیمناستیک    |

| جمهوری آذربایجان | جمهوری آذربایجان | جمهوری آذربایجان                          |
| ژیمناست          | تاریخ            | منابع                                     |
| ---------------- | ---------------- | ----------------------------------------- |
| یولیا اینشینا    | ۱۵ آوریل ۱۹۹۵    | Yulia Inshina در فدراسیون جهانی ژیمناستیک |
| آنا پاولوا       | ۶ سپتامبر ۱۹۸۷   | Anna Pavlova در فدراسیون جهانی ژیمناستیک  |

| بلاروس              | بلاروس        | بلاروس                                           |
| ژیمناست             | تاریخ         | منابع                                            |
| ------------------- | ------------- | ------------------------------------------------ |
| اسوتلانا بوگینسکایا | ۱۹ فوریه ۱۹۷۳ | Svetlana Boguinskaya در فدراسیون جهانی ژیمناستیک |
| نلی کیم             | ۲۹ ژوئیه ۱۹۵۷ | Nellie Kim در فدراسیون جهانی ژیمناستیک           |
| اولگا کوربت         | ۱۶ مه ۱۹۵۵    | Olga Korbut در فدراسیون جهانی ژیمناستیک          |

| برزیل            | برزیل          | برزیل                                         |
| ژیمناست          | تاریخ          | منابع                                         |
| ---------------- | -------------- | --------------------------------------------- |
| جید باربوسا      | ۱ ژوئیه ۱۹۹۱   | Jade Barbosa در فدراسیون جهانی ژیمناستیک      |
| دانیل هیپولیتو   | ۸ سپتامبر ۱۹۸۴ | Daniele Hypólito در فدراسیون جهانی ژیمناستیک  |
| دایانا دو سانتوس | ۱۰ فوریه ۱۹۸۳  | Daiane dos Santos در فدراسیون جهانی ژیمناستیک |

| کانادا           | کانادا          | کانادا                                          |
| ژیمناست          | تاریخ           | منابع                                           |
| ---------------- | --------------- | ----------------------------------------------- |
| الی بلک          | ۹ اوت ۱۹۹۵      | Ellie Black در فدراسیون جهانی ژیمناستیک         |
| الیس هوپفنر-هیبس | ۱۲ سپتامبر ۱۹۸۹ | Elyse Hopfner-Hibbs در فدراسیون جهانی ژیمناستیک |
| ویکتوریا مورس    | ۵ نوامبر ۱۹۹۶   | Victoria Moors در فدراسیون جهانی ژیمناستیک      |
| کیت ریچاردسون    | ۲۷ ژوئن ۱۹۸۴    | Kate Richardson در فدراسیون جهانی ژیمناستیک     |
| الفی شلگل        | ۱۷ مه ۱۹۶۴      | Elfi Schlegel در فدراسیون جهانی ژیمناستیک       |

| چکسلواکی       | چکسلواکی                    | چکسلواکی                                   |
| ژیمناست        | تاریخ                       | منابع                                      |
| -------------- | --------------------------- | ------------------------------------------ |
| اوا بوساکووا   | 12 دسامبر 191218 دسامبر1931 | Eva Bosáková در فدراسیون جهانی ژیمناستیک   |
| ورا چاسلاوسکا  | ۳ مه ۱۹۴۲                   | Věra Čáslavská در فدراسیون جهانی ژیمناستیک |
| ولاستا دکانووا | ۱۹۰۹                        |                                            |
| یانا کومرسکووا | ۶ مه ۱۹۸۳                   | Jana Komrsková در فدراسیون جهانی ژیمناستیک |

| چین           | چین             | چین                                      |
| ژیمناست       | تاریخ           | منابع                                    |
| ------------- | --------------- | ---------------------------------------- |
| چنگ فی        | ۲۹ مه ۱۹۸۸      | Cheng Fei در فدراسیون جهانی ژیمناستیک    |
| دنگ لین‌لین    | ۲۱ آوریل ۱۹۹۲   | Deng Linlin در فدراسیون جهانی ژیمناستیک  |
| فان یه        | ۲۲ اکتبر ۱۹۸۶   | Fan Ye در فدراسیون جهانی ژیمناستیک       |
| هه کژین       | ۱ ژانویه ۱۹۹۲   | He Kexin در فدراسیون جهانی ژیمناستیک     |
| هه نینگ       | ۱۳ نوامبر ۱۹۹۰  | He Ning در فدراسیون جهانی ژیمناستیک      |
| کویی یوانیوآن | ۲۳ ژوئن ۱۹۸۱    | Kui Yuanyuan در فدراسیون جهانی ژیمناستیک |
| لی لی         | ۱۹۷۵            | Li Li در فدراسیون جهانی ژیمناستیک        |
| لی شانشان     | ۳۱ اوت ۱۹۹۶     | Li Shanshan در فدراسیون جهانی ژیمناستیک  |
| لی یا         | ۱۳ ژوئن ۱۹۸۸    | Li Ya در فدراسیون جهانی ژیمناستیک        |
| لیو شوآن      | ۱۲ مارس ۱۹۷۹    | Liu Xuan در فدراسیون جهانی ژیمناستیک     |
| لو لی         | ۱۹۷۶            | Lu Li در فدراسیون جهانی ژیمناستیک        |
| جیانگ یویوآن  | ۱ نوامبر ۱۹۹۱   | Jiang Yuyuan در فدراسیون جهانی ژیمناستیک |
| ما یانهونگ    | ۱۹۶۴            | Ma Yanhong در فدراسیون جهانی ژیمناستیک   |
| مو هویلن      | ۱۱ ژوئیه ۱۹۷۹   | Mo Huilan در فدراسیون جهانی ژیمناستیک    |
| سانگ لان      | ۱۹۸۱            |                                          |
| سیو لو        | ۱ آوریل ۱۹۹۲    | Sui Lu در فدراسیون جهانی ژیمناستیک       |
| شیائو شا      | ۱۵ ژوئن ۱۹۹۲    | Xiao Sha در فدراسیون جهانی ژیمناستیک     |
| یانگ ییلین    | ۲۶ اوت ۱۹۹۱     | Yang Yilin در فدراسیون جهانی ژیمناستیک   |
| یائو جینان    | ۸ فوریه ۱۹۹۵    | Yao Jinnan در فدراسیون جهانی ژیمناستیک   |
| ژانگ نان      | ۳۰ آوریل ۱۹۸۶   | Zhang Nan در فدراسیون جهانی ژیمناستیک    |
| ژو ژورو       | ۱۴ سپتامبر ۱۹۸۸ | Zhou Zhuoru در فدراسیون جهانی ژیمناستیک  |

| جمهوری دومینیکن | جمهوری دومینیکن | جمهوری دومینیکن                          |
| ژیمناست         | تاریخ           | منابع                                    |
| --------------- | --------------- | ---------------------------------------- |
| یامیلت پنیا     | ۱۴ دسامبر ۱۹۹۲  | Yamilet Peña در فدراسیون جهانی ژیمناستیک |

| فرانسه        | فرانسه         | فرانسه                                      |
| ژیمناست       | تاریخ          | منابع                                       |
| ------------- | -------------- | ------------------------------------------- |
| لودیوین فورنن | ۴ اکتبر ۱۹۸۰   | Ludivine Furnon در فدراسیون جهانی ژیمناستیک |
| امیلی لو پنک  | ۳۱ دسامبر ۱۹۸۷ | Émilie Lepennec در فدراسیون جهانی ژیمناستیک |
| الویر تزا     | ۲۳ مارس ۱۹۸۱   | Elvire Teza در فدراسیون جهانی ژیمناستیک     |

| آلمان              | آلمان          | آلمان                                          |
| ژیمناست            | تاریخ          | منابع                                          |
| ------------------ | -------------- | ---------------------------------------------- |
| داریا وایز         | ۱۲ نوامبر ۱۹۸۵ | Daria Bijak در فدراسیون جهانی ژیمناستیک        |
| آنیا برینکر        | ۱۸ ژانویه ۱۹۹۱ | Anja Brinker در فدراسیون جهانی ژیمناستیک       |
| کارین بوتنر-یانز   | ۱۷ فوریه ۱۹۵۲  | Karin Büttner-Janz در فدراسیون جهانی ژیمناستیک |
| اوکسانا چوسوویتینا | ۱۹ ژوئن ۱۹۷۵   | Oksana Chusovitina در فدراسیون جهانی ژیمناستیک |
| ماکسی ناوک         | ۱۰ اکتبر ۱۹۶۴  | Maxi Gnauck در فدراسیون جهانی ژیمناستیک        |
| داگمار کرستن       | ۲۸ اکتبر ۱۹۷۰  | Dagmar Kersten در فدراسیون جهانی ژیمناستیک     |
| استفی کراکر        | ۱۹۶۰           |                                                |
| اریکا زوخولد       | ۱۳ مارس ۱۹۴۷   | Erika Zuchold در فدراسیون جهانی ژیمناستیک      |

| گواتمالا       | گواتمالا       | گواتمالا                                    |
| ژیمناست        | تاریخ          | منابع                                       |
| -------------- | -------------- | ------------------------------------------- |
| آنا سوفیا گومز | ۲۴ نوامبر ۱۹۹۵ | Ana Sofía Gómez در فدراسیون جهانی ژیمناستیک |

| مجارستان      | مجارستان     | مجارستان                                    |
| ژیمناست       | تاریخ        | منابع                                       |
| ------------- | ------------ | ------------------------------------------- |
| آگنس کلتی     | ۹ ژوئن ۱۹۲۱  | Ágnes Keleti در فدراسیون جهانی ژیمناستیک    |
| مارگیت کروندی | ۲۴ ژوئن ۱۹۳۲ | Margit Korondi در فدراسیون جهانی ژیمناستیک  |
| هنریتا اونودی | ۲۲ مه ۱۹۷۴   | Henrietta Ónodi در فدراسیون جهانی ژیمناستیک |

| ایتالیا        | ایتالیا        | ایتالیا                                      |
| ژیمناست        | تاریخ          | منابع                                        |
| -------------- | -------------- | -------------------------------------------- |
| کارلوتا فرلیتو | ۱۵ فوریه ۱۹۹۵  | Carlotta Ferlito در فدراسیون جهانی ژیمناستیک |
| وانسا فراری    | ۱۰ نوامبر ۱۹۹۰ | Vanessa Ferrari در فدراسیون جهانی ژیمناستیک  |

| مکزیک        | مکزیک          | مکزیک                                               |
| ژیمناست      | تاریخ          | منابع                                               |
| ------------ | -------------- | --------------------------------------------------- |
| السا گارسیا  | ۸ فوریه ۱۹۹۰   | Elsa García در فدراسیون جهانی ژیمناستیک             |
| دنیز لوپز    | ۱۸ دسامبر ۱۹۷۶ | Denisse López در فدراسیون جهانی ژیمناستیک           |
| برندا ماگانا | ۲۷ ژوئیه ۱۹۷۷  | Brenda Magaña در فدراسیون جهانی ژیمناستیک           |
| لائورا مورنو | ۱۶ نوامبر ۱۹۷۸ | Laura del Carmen Moreno در فدراسیون جهانی ژیمناستیک |

| هلند          | هلند          | هلند                                          |
| ژیمناست       | تاریخ         | منابع                                         |
| ------------- | ------------- | --------------------------------------------- |
| سلین فان گرنر | ۱ دسامبر ۱۹۹۴ | Celine van Gerner در فدراسیون جهانی ژیمناستیک |

| کره شمالی     | کره شمالی    | کره شمالی                                 |
| ژیمناست       | تاریخ        | منابع                                     |
| ------------- | ------------ | ----------------------------------------- |
| کیم گوانگ-سوک | circa 1976/8 | Kim Gwang Suk در فدراسیون جهانی ژیمناستیک |
| هونگ سو-جونگ  | ۹ مارس ۱۹۸۶  | Hong Su Jong در فدراسیون جهانی ژیمناستیک  |
| هونگ اون‌جونگ  | ۹ مارس ۱۹۸۹  | Hong Un Jong در فدراسیون جهانی ژیمناستیک  |

| لهستان       | لهستان | لهستان                                                                     |
| ژیمناست      | تاریخ  | منابع                                                                      |
| ------------ | ------ | -------------------------------------------------------------------------- |
| هلنا راکوچزی | ۱۹۲۱   | Helena Rakoczy در فدراسیون جهانی ژیمناستیک مارتا پیهان-کولشا ۲۳ ژوئیه ۱۹۸۷ |

| رومانی                  | رومانی                       | رومانی                                          |
| ژیمناست                 | تاریخ                        | منابع                                           |
| ----------------------- | ---------------------------- | ----------------------------------------------- |
| لاوینیا آگاکه           | ۱۱ فوریه ۱۹۶۶                | Lavinia Agache در فدراسیون جهانی ژیمناستیک      |
| سیمونا امانار           | ۷ اکتبر ۱۹۷۹                 | Simona Amânar در فدراسیون جهانی ژیمناستیک       |
| اوآنا بان               | ۱۱ ژانویه ۱۹۸۶               | Oana Ban در فدراسیون جهانی ژیمناستیک            |
| کریستینا بونتاش         | ۵ دسامبر ۱۹۷۳                | Cristina Bontaș در فدراسیون جهانی ژیمناستیک     |
| دیانا بولیمار           | ۲۲ اوت ۱۹۹۵                  | Diana Bulimar در فدراسیون جهانی ژیمناستیک       |
| دیانا چلارو             | ۱۵ اوت ۱۹۹۳                  | Diana Chelaru در فدراسیون جهانی ژیمناستیک       |
| نادیا کومانچی           | ۱۲ نوامبر ۱۹۶۱               | Nadia Comăneci در فدراسیون جهانی ژیمناستیک      |
| لورا کوتینا             | ۱۹۶۸                         |                                                 |
| اورلیا دوبره            | ۱۶ نوامبر ۱۹۷۲               | Aurelia Dobre در فدراسیون جهانی ژیمناستیک       |
| امیلیا ابرله            | ۴ مارس ۱۹۶۴                  | Emilia Eberle در فدراسیون جهانی ژیمناستیک       |
| الکساندرا ارمیا         | ۱۹ فوریه ۱۹۸۷                | Alexandra Eremia در فدراسیون جهانی ژیمناستیک    |
| جینا گوگیان             | ۹ نوامبر ۱۹۷۷                | Gina Gogean در فدراسیون جهانی ژیمناستیک         |
| آنکا گریگوراش           | ۸ نوامبر ۱۹۵۷                | Anca Grigoraș در فدراسیون جهانی ژیمناستیک       |
| لاریسا یورداچه          | ۱۹ ژوئن ۱۹۹۶                 | Larisa Iordache در فدراسیون جهانی ژیمناستیک     |
| ساندرا ایزباسا          | ۱۸ ژوئن ۱۹۹۰                 | Sandra Izbașa در فدراسیون جهانی ژیمناستیک       |
| لاوینیا میلوشوویسی      | ۲۱ اکتبر ۱۹۷۶                | Lavinia Miloșovicin در فدراسیون جهانی ژیمناستیک |
| استلینا نیستور          | ۱۵ سپتامبر ۱۹۸۹              | Steliana Nistor در فدراسیون جهانی ژیمناستیک     |
| ماریا اولارو            | ۴ ژوئن ۱۹۸۲                  | Maria Olaru در فدراسیون جهانی ژیمناستیک         |
| کاتالینا پونور          | ۲۰ اوت ۱۹۸۷                  | Cătălina Ponor در فدراسیون جهانی ژیمناستیک      |
| سلستینا پوپا            | ۱۹۷۰                         |                                                 |
| آنا پروگراس             | ۱۸ دسامبر ۱۹۹۳               | Ana Porgras در فدراسیون جهانی ژیمناستیک         |
| کلادیو پرساکان          | ۱۹۷۹                         |                                                 |
| آندرآ رادوکان           | ۳۰ سپتامبر ۱۹۸۳              | Andreea Răducan در فدراسیون جهانی ژیمناستیک     |
| مونیکا روشو             | ۱۱ مه ۱۹۸۷                   | Monica Roşu در فدراسیون جهانی ژیمناستیک         |
| دانیلا سلیواش           | ۹ مه ۱۹۷۰                    | Daniela Silivaș در فدراسیون جهانی ژیمناستیک     |
| نیکولتا دانیلا شوفرونیه | ۱۲ فوریه ۱۹۸۸                | Daniela Sofronie در فدراسیون جهانی ژیمناستیک    |
| سیلویا استروئسکو        | ۸ مه ۱۹۸۵                    | Silvia Stroescu در فدراسیون جهانی ژیمناستیک     |
| اکاترینا زابو           | ۲۲ ژانویه ۱۹۶۷               | Ecaterina Szabo در فدراسیون جهانی ژیمناستیک     |
| کورینا اونگورانو        | ۲۹ اوت ۱۹۸۰                  | Corina Ungureanu در فدراسیون جهانی ژیمناستیک    |
| تئودورا اونگورانو       | ۱۳ نوامبر ۱۹۶۰               | Teodora Ungureanu در فدراسیون جهانی ژیمناستیک   |
| کاملیا وینه‌آ            | 27 January 1930 1 March 1970 | Camelia Voinea در فدراسیون جهانی ژیمناستیک      |

| روسیه                | روسیه                        | روسیه                                              |
| ژیمناست              | تاریخ                        | منابع                                              |
| -------------------- | ---------------------------- | -------------------------------------------------- |
| کسنیا افانسیه‌وا      | ۱۳ سپتامبر ۱۹۹۱              | Ksenia Afanasyeva در فدراسیون جهانی ژیمناستیک      |
| النا دولگوپولووا     | ۲۳ ژانویه ۱۹۸۰               | Elena Dolgopolova در فدراسیون جهانی ژیمناستیک      |
| آنا دمنتیوا          | ۲۸ دسامبر ۱۹۹۴               | Anna Dementyeva در فدراسیون جهانی ژیمناستیک        |
| لودمیلا اژووا        | ۴ مارس ۱۹۸۲                  | Ludmila Ezhova در فدراسیون جهانی ژیمناستیک         |
| روزالیا گالیوا       | ۲۸ آوریل ۱۹۷۷                | Rozalia Galiyeva در فدراسیون جهانی ژیمناستیک       |
| آناستازیا گریشینا    | ۱۶ ژانویه ۱۹۹۶               | Anastasia Grishina در فدراسیون جهانی ژیمناستیک     |
| اسوتلانا خورکینا     | ۱۹ ژانویه ۱۹۷۹               | Svetlana Khorkina در فدراسیون جهانی ژیمناستیک      |
| آناستاسیا کولسنیکووا | ۶ مارس ۱۹۸۴                  | Anastasiya Kolesnikova در فدراسیون جهانی ژیمناستیک |
| ویکتوریا کوموا       | ۳۰ ژانویه ۱۹۹۵               | Viktoria Komova در فدراسیون جهانی ژیمناستیک        |
| دینا کوچتکوا         | ۲۷ ژوئیه ۱۹۷۷                | Dina Kotchetkova در فدراسیون جهانی ژیمناستیک       |
| اکاترینا کرامارنکو   | ۲۲ آوریل ۱۹۹۱                | Ekaterina Kramarenko در فدراسیون جهانی ژیمناستیک   |
| ناتالیا کوچینسکایا   | 12 March 1949                | Natalia Kuchinskaya در فدراسیون جهانی ژیمناستیک    |
| یکاترینا لوبازنیوک   | ۱۰ ژوئیه ۱۹۸۳                | Yekaterina Lobaznyuk در فدراسیون جهانی ژیمناستیک   |
| جولیا لوژچکو         | ۱۴ دسامبر ۱۹۸۹               | Yulia Lozhechko در فدراسیون جهانی ژیمناستیک        |
| سوفیا موراتوا        | 13 July 1929-۲۵ سپتامبر ۲۰۰۶ | Sofia Muratova در فدراسیون جهانی ژیمناستیک         |
| عالیه مصطفینا        | ۳۰ سپتامبر ۱۹۹۴              | Aliya Mustafina در فدراسیون جهانی ژیمناستیک        |
| تاتیانا نابیه‌وا      | ۲۱ نوامبر ۱۹۹۴               | Tatiana Nabieva در فدراسیون جهانی ژیمناستیک        |
| ماریا پازه‌کا         | ۱۸ ژوئیه ۱۹۹۵                | Maria Paseka در فدراسیون جهانی ژیمناستیک           |
| آنا پاولوا           | ۶ سپتامبر ۱۹۸۷               | Anna Pavlova در فدراسیون جهانی ژیمناستیک           |
| یلنا پرودونوا        | ۱۵ فوریه ۱۹۸۰                | Yelena Produnova در فدراسیون جهانی ژیمناستیک       |
| کسنیا سمنووا         | ۲۰ اکتبر ۱۹۹۲                | Ksenia Semenova در فدراسیون جهانی ژیمناستیک        |
| ناتالیا شاپوشنیکوا   | 24 June 1961                 | Natalia Shaposhnikova در فدراسیون جهانی ژیمناستیک  |
| النا زامولودچیکووا   | ۱۹ سپتامبر ۱۹۸۲              | Elena Zamolodchikova در فدراسیون جهانی ژیمناستیک   |

| کره جنوبی  | کره جنوبی      | کره جنوبی                               |
| ژیمناست    | تاریخ          | منابع                                   |
| ---------- | -------------- | --------------------------------------- |
| چو هیون-چو | ۱۳ دسامبر ۱۹۹۲ | Jo Hyun Joo در فدراسیون جهانی ژیمناستیک |

| اسپانیا            | اسپانیا        | اسپانیا                                     |
| ژیمناست            | تاریخ          | منابع                                       |
| ------------------ | -------------- | ------------------------------------------- |
| النا گومز          | ۱۴ نوامبر ۱۹۸۵ | Elena Gómez در فدراسیون جهانی ژیمناستیک     |
| پاتریسیا مورینو    | ۷ ژانویه ۱۹۸۸  | Patricia Moreno در فدراسیون جهانی ژیمناستیک |
| آنا ماریا ایزوریتا | ۱۳ ژانویه ۱۹۹۳ |                                             |

| اوکراین            | اوکراین                         | اوکراین                                          |
| ژیمناست            | تاریخ                           | منابع                                            |
| ------------------ | ------------------------------- | ------------------------------------------------ |
| پولینا آستاخوا     | 30 October 1936–5 August 2005   | Polina Astakhova در فدراسیون جهانی ژیمناستیک     |
| نینا بوچاروا       | 24 September 1924               | Nina Bocharova در فدراسیون جهانی ژیمناستیک       |
| اولسیا دونیک       | 15 August 1974                  |                                                  |
| ماریا گوروخفسکایا  | 17 October 1921–۲۲ ژوئیه ۲۰۰۱   | Maria Gorokhovskaya در فدراسیون جهانی ژیمناستیک  |
| تاتیانا گوتسو      | ۵ سپتامبر ۱۹۷۶                  | Tatiana Gutsu در فدراسیون جهانی ژیمناستیک        |
| ویکتوریا کارپنکو   | ۱۵ مارس ۱۹۸۱                    | Viktoria Karpenko در فدراسیون جهانی ژیمناستیک    |
| لاریسا لاتینینا    | ۲۷ دسامبر ۱۹۳۴                  | Larisa Latynina در فدراسیون جهانی ژیمناستیک      |
| لیلیا پودکوپایوا   | ۱۵ اوت ۱۹۷۸                     | Lilia Podkopayeva در فدراسیون جهانی ژیمناستیک    |
| اوکسانا اوملیانچیک | 31 December 1969 2 January 1970 | Oksana Omelianchik در فدراسیون جهانی ژیمناستیک   |
| لودمیلا توریسشوا   | ۷ اکتبر ۱۹۵۲                    | Ludmilla Tourischeva در فدراسیون جهانی ژیمناستیک |
| ایرینا یاروتسکا    | ۲۹ اکتبر ۱۹۸۵                   | Irina Yarotska در فدراسیون جهانی ژیمناستیک       |
| استلا زاخارووا     | 12 July 1963                    | Stella Zakharova در فدراسیون جهانی ژیمناستیک     |

| بریتانیا      | بریتانیا       | بریتانیا                                      |
| ژیمناست       | تاریخ          | منابع                                         |
| ------------- | -------------- | --------------------------------------------- |
| سوفی بروندیش  | ۱۷ مه ۱۹۹۳     | Sophie Brundish در فدراسیون جهانی ژیمناستیک   |
| ایموگن کایرنز | ۲۶ ژانویه ۱۹۸۹ | Imogen Cairns در فدراسیون جهانی ژیمناستیک     |
| بکی دوونی     | ۲۴ ژانویه ۱۹۹۲ | Becky Downie در فدراسیون جهانی ژیمناستیک      |
| ماریسا کینگ   | ۲۰ آوریل ۱۹۹۱  | Marissa King در فدراسیون جهانی ژیمناستیک      |
| لیسا ماسون    | ۱۹۸۲           | Lisa Mason در فدراسیون جهانی ژیمناستیک        |
| آنیکا ریدر    | ۱۹۷۹           | Annika Reeder در فدراسیون جهانی ژیمناستیک     |
| جونا سایم     | ۱۹۶۲           |                                               |
| بت تویدل      | ۱ آوریل ۱۹۸۵   | Elizabeth Tweddle در فدراسیون جهانی ژیمناستیک |
| هانا ولان     | ۱ ژوئیه ۱۹۹۲   | Hannah Whelan در فدراسیون جهانی ژیمناستیک     |

| موهینی باردوای  | ۲۹ سپتامبر ۱۹۷۸ | Mohini Bhardwaj در فدراسیون جهانی ژیمناستیک   |              |               |                                             |
| ربکا براس       | ۱۱ ژوئیه ۱۹۹۳   | Rebecca Bross در فدراسیون جهانی ژیمناستیک     |              |               |                                             |
| امی چو          | ۱۵ مه ۱۹۷۸      | Amy Chow در فدراسیون جهانی ژیمناستیک          |              |               |                                             |
| دومینیک داوز    | ۲۰ نوامبر ۱۹۷۶  | Dominique Dawes در فدراسیون جهانی ژیمناستیک   |              |               |                                             |
| گبریل داگلس     | ۳۱ دسامبر ۱۹۹۵  | Gabby Douglas در فدراسیون جهانی ژیمناستیک     |              |               |                                             |
| آنیا هاچ        | ۱۴ ژوئن ۱۹۷۸    | Annia Hatch در فدراسیون جهانی ژیمناستیک       |              |               |                                             |
| کتی هینن        | ۲۶ نوامبر ۱۹۸۵  | Katie Heenan در فدراسیون جهانی ژیمناستیک      |              |               |                                             |
| ترین هامفری     | ۱۴ اوت ۱۹۸۶     | Terin Humphrey در فدراسیون جهانی ژیمناستیک    |              |               |                                             |
| شان جانسون      | ۱۹ ژانویه ۱۹۹۲  | Shawn Johnson در فدراسیون جهانی ژیمناستیک     |              |               |                                             |
| بایلی کی        | ۱۶ مارس ۱۹۹۹    | Bailie Key در فدراسیون جهانی ژیمناستیک        | کورتنی کوپتز | ۲۸ ژوئیه ۱۹۸۶ | Courtney Kupets در فدراسیون جهانی ژیمناستیک |
| متی لارسن       | ۲۰ مه ۱۹۹۲      | Mattie Larson در فدراسیون جهانی ژیمناستیک     |              |               |                                             |
| ناستیا لوکین    | ۳۰ اکتبر ۱۹۸۹   | Nastia Liukin در فدراسیون جهانی ژیمناستیک     |              |               |                                             |
| کریستن مالونی   | ۱۹۸۱            | Kristen Maloney در فدراسیون جهانی ژیمناستیک   |              |               |                                             |
| مک‌کایلا مارونی  | ۹ دسامبر ۱۹۹۵   | McKayla Maroney در فدراسیون جهانی ژیمناستیک   |              |               |                                             |
| چلسی ممل        | ۲۳ ژوئن ۱۹۸۸    | Chellsie Memmel در فدراسیون جهانی ژیمناستیک   |              |               |                                             |
| اشلی مایلز      | ۳ مارس ۱۹۸۵     | Ashley Miles در فدراسیون جهانی ژیمناستیک      |              |               |                                             |
| شانون میلر      | ۱۰ مارس ۱۹۹۷    | Shannon Miller در فدراسیون جهانی ژیمناستیک    |              |               |                                             |
| فیلی میلز       | ۱۹۷۲            | Phoebe Mills در فدراسیون جهانی ژیمناستیک      |              |               |                                             |
| دومینیک موکئانو | ۳۰ سپتامبر ۱۹۸۱ | Dominique Moceanu در فدراسیون جهانی ژیمناستیک |              |               |                                             |
| کارلی پترسون    | ۴ فوریه ۱۹۸۸    | Carly Patterson در فدراسیون جهانی ژیمناستیک   |              |               |                                             |
| آلی رایسمن      | ۲۵ مه ۱۹۹۴      | Aly Raisman در فدراسیون جهانی ژیمناستیک       |              |               |                                             |
| مری لو رتون     | ۲۴ ژانویه ۱۹۶۸  | Mary Lou Retton در فدراسیون جهانی ژیمناستیک   |              |               |                                             |
| کایلا راس       | ۲۴ اکتبر ۱۹۹۶   | Kyla Ross در فدراسیون جهانی ژیمناستیک         |              |               |                                             |
| الیشا ساکارمونی | ۳ دسامبر ۱۹۸۷   | Alicia Sacramone در فدراسیون جهانی ژیمناستیک  |              |               |                                             |
| بریجت اسلوآن    | ۲۳ ژوئن ۱۹۹۲    | Bridget Sloan در فدراسیون جهانی ژیمناستیک     |              |               |                                             |
| کری استراگ      | ۱۹ نوامبر ۱۹۷۷  | Kerri Strug در فدراسیون جهانی ژیمناستیک       |              |               |                                             |
| کریستال اوزلاک  | ۲۷ ژوئن ۱۹۸۵    | [ نیازمند منبع ]                              |              |               |                                             |
| جردین ویبر      | ۱۲ ژوئیه ۱۹۹۵   | Jordyn Wieber در فدراسیون جهانی ژیمناستیک     |              |               |                                             |
| کیم زمسکال      | ۶ فوریه ۱۹۷۶    | Kim Zmeskal در فدراسیون جهانی ژیمناستیک       |              |               |                                             |

| اتحاد جماهیر شوروی  | اتحاد جماهیر شوروی              | اتحاد جماهیر شوروی                                |
| ژیمناست             | تاریخ                           | منابع                                             |
| ------------------- | ------------------------------- | ------------------------------------------------- |
| پولینا آستاخوا      | 30 October 1936–5 August 2005   | Polina Astakhova در فدراسیون جهانی ژیمناستیک      |
| اولگا بیچروا        | 1966 or ۱۹۶۷                    | Olga Bicherova در فدراسیون جهانی ژیمناستیک        |
| نینا بوچاروا        | 24 September 1924               | Nina Bocharova در فدراسیون جهانی ژیمناستیک        |
| اسوتلانا بوگینسکایا | ۱۹ فوریه ۱۹۷۳                   | Svetlana Boguinskaya در فدراسیون جهانی ژیمناستیک  |
| اوکسانا چوسوویتینا  | ۱۹ ژوئن ۱۹۷۵                    | Oksana Chusovitina در فدراسیون جهانی ژیمناستیک    |
| اولسیا دونیک        | 15 August 1974                  |                                                   |
| ماریا فیلاتوا       | ۱۹۶۱                            | Maria Filatova در فدراسیون جهانی ژیمناستیک        |
| روزالیا گالیوا      | ۲۸ آوریل ۱۹۷۷                   | Rozalia Galiyeva در فدراسیون جهانی ژیمناستیک      |
| ماریا گوروخفسکایا   | 17 October 1921–۲۲ ژوئیه ۲۰۰۱   | Maria Gorokhovskaya در فدراسیون جهانی ژیمناستیک   |
| اسوتلانا گروزدووا   | ۱۹۵۹                            | Svetlana Grozdova در فدراسیون جهانی ژیمناستیک     |
| تاتیانا گوتسو       | ۵ سپتامبر ۱۹۷۶                  | Tatiana Gutsu در فدراسیون جهانی ژیمناستیک         |
| ناتالی ایلینکو      | ۱۹۶۷                            | Natalia Ilienko در فدراسیون جهانی ژیمناستیک       |
| نلی کیم             | ۲۹ ژوئیه ۱۹۵۷                   | Nellie Kim در فدراسیون جهانی ژیمناستیک            |
| ناتالیا کوچینسکایا  | 12 March 1949                   |                                                   |
| لاریسا لاتینینا     | ۲۷ دسامبر ۱۹۳۴                  | Larisa Latynina در فدراسیون جهانی ژیمناستیک       |
| تامارا لازاکوویچ    | ۱۹۵۴–۱۹۹۲                       | Tamara Lazakovich در فدراسیون جهانی ژیمناستیک     |
| تاتیانا لیسنکو      | ۲۳ ژوئن ۱۹۷۵                    | Tatiana Lysenko در فدراسیون جهانی ژیمناستیک       |
| تامارا مانینا       | ۱۹۳۴                            | Tamara Manina در فدراسیون جهانی ژیمناستیک         |
| اولگا موسته‌پانوا    | ۱۹۷۰                            | Tamara Manina در فدراسیون جهانی ژیمناستیک         |
| النا موخینا         | ۱ ژوئن ۱۹۶۰ – ۲۰۰۶              | Elena Mukhina در فدراسیون جهانی ژیمناستیک         |
| سوفیا موراتوا       | 13 July 1929-۲۵ سپتامبر ۲۰۰۶    | Sofia Muratova در فدراسیون جهانی ژیمناستیک        |
| اوکسانا اوملیانچیک  | 31 December 1969 2 January 1970 | Oksana Omelianchik در فدراسیون جهانی ژیمناستیک    |
| گالینا شمرای        | ۱۹۳۱                            | Galina Shamrai در فدراسیون جهانی ژیمناستیک        |
| ناتالیا شاپوشنیکوا  | 24 June 1961                    | Natalia Shaposhnikova در فدراسیون جهانی ژیمناستیک |
| یلنا شوشونوا        | ۱۹۶۹                            | Elena Shushunova در فدراسیون جهانی ژیمناستیک      |
| لودمیلا توریسشوا    | ۷ اکتبر ۱۹۵۲                    | Ludmilla Tourischeva در فدراسیون جهانی ژیمناستیک  |
| زینایدا ورونینا     | ۱۹۴۷–۲۰۰۱                       | Zinaida Voronina در فدراسیون جهانی ژیمناستیک      |
| ناتالیا یورچنکو     | ۲۶ ژانویه ۱۹۵۵                  | Natalia Yurchenko در فدراسیون جهانی ژیمناستیک     |
| استلا زاخارووا      | 12 July 1963                    | Stella Zakharova در فدراسیون جهانی ژیمناستیک      |

| ازبکستان           | ازبکستان      | ازبکستان                                       |
| ژیمناست            | تاریخ         | منابع                                          |
| ------------------ | ------------- | ---------------------------------------------- |
| اوکسانا چوسوویتینا | ۱۹ ژوئن ۱۹۷۵  | Oksana Chusovitina در فدراسیون جهانی ژیمناستیک |
| روزالیا گالیوا     | ۲۸ آوریل ۱۹۷۷ | Rozalia Galiyeva در فدراسیون جهانی ژیمناستیک   |

### مردان (هنری)

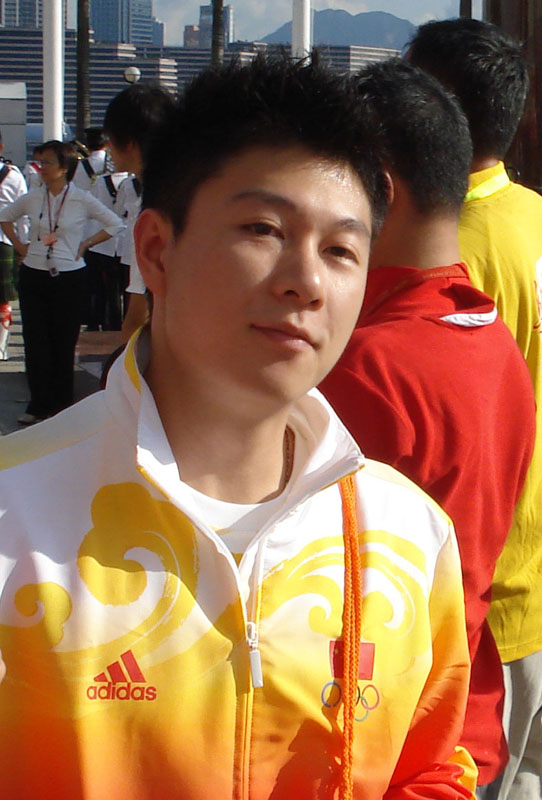
لی ژیائوپنگ

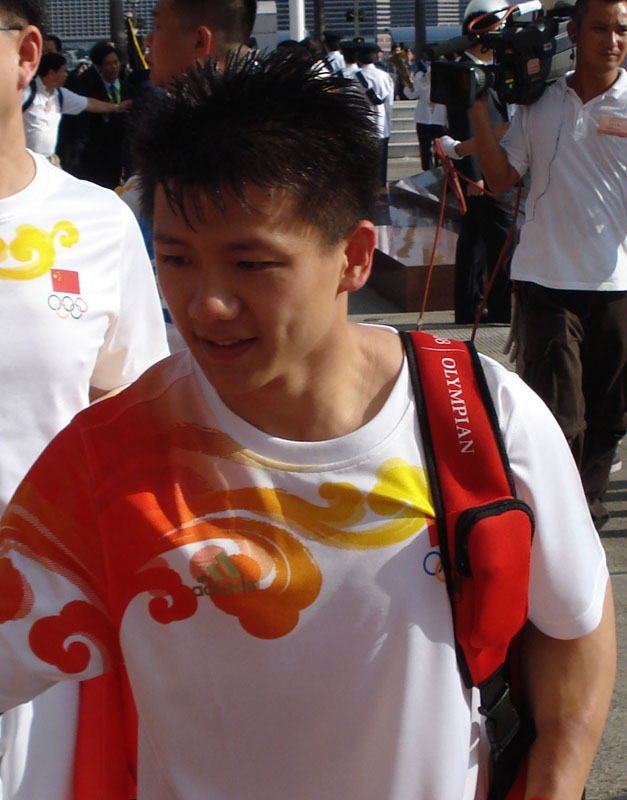
چن ایبینگ

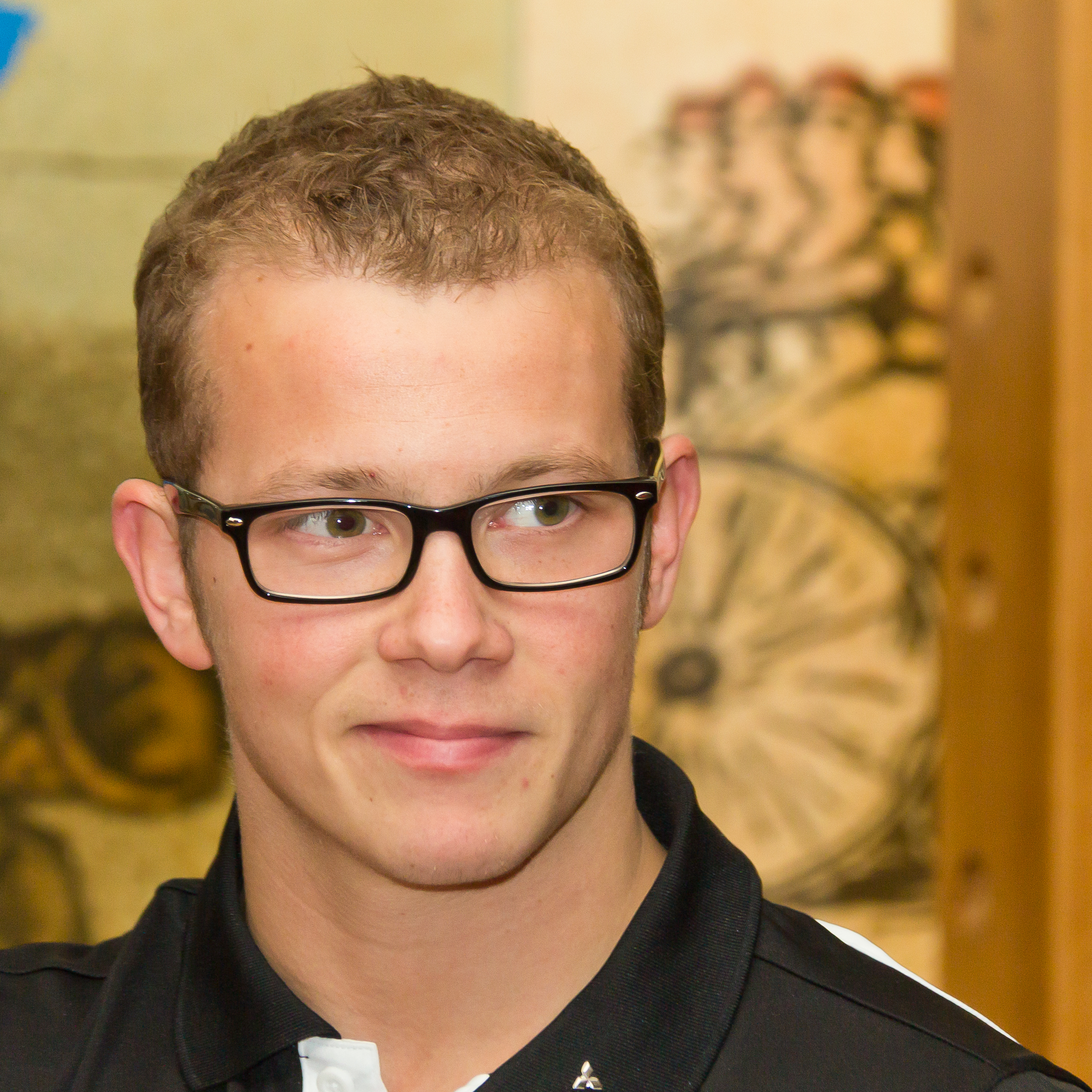
فابیان هامبوچن

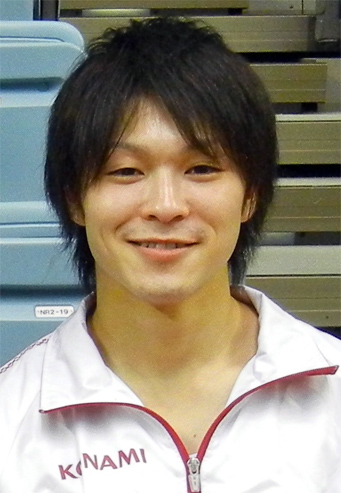
کوهی اوچیمورا

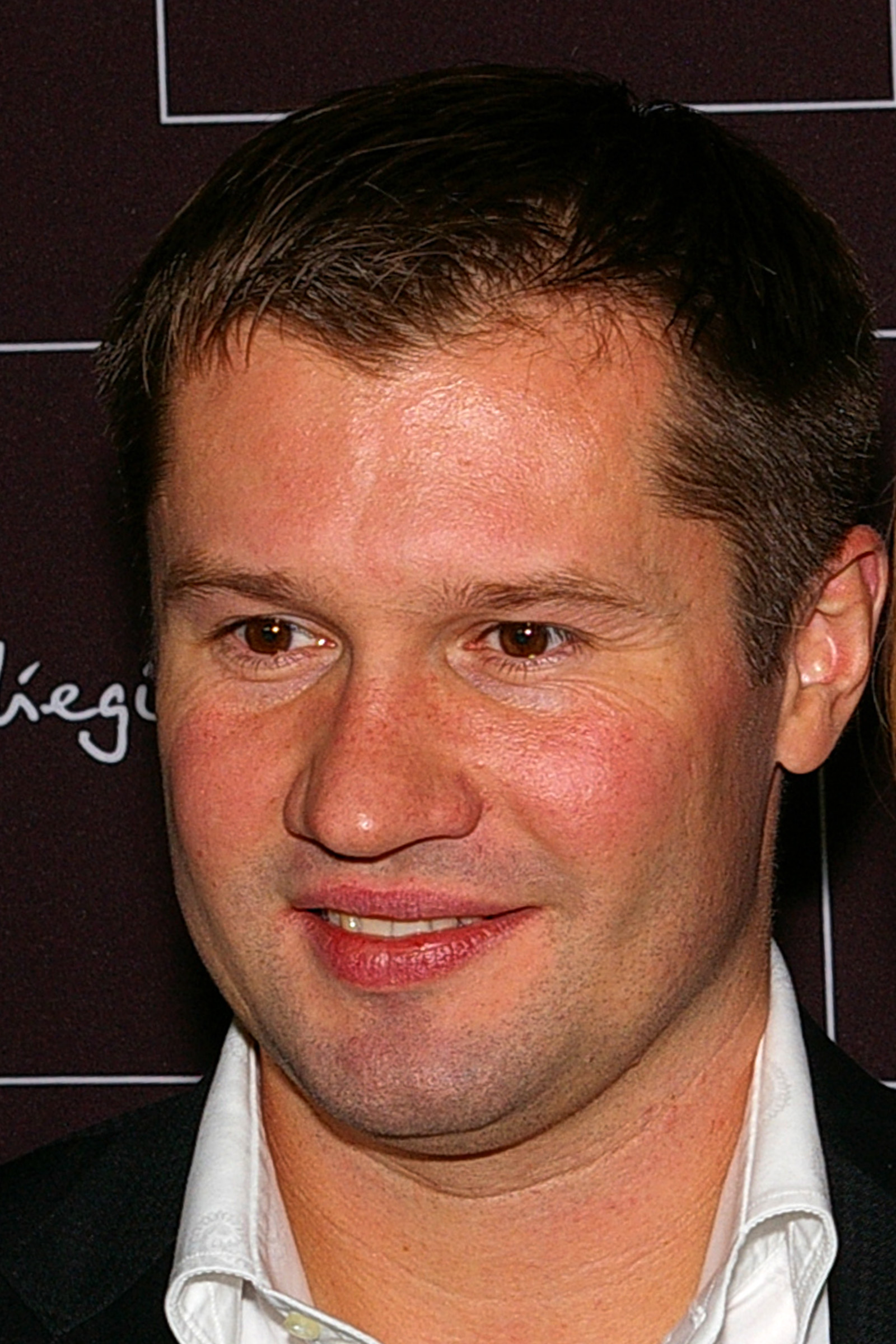
الکسی نموف

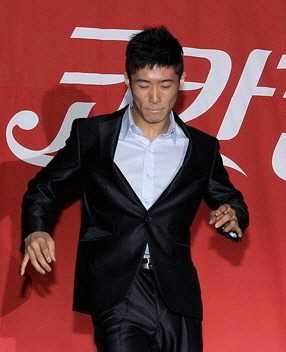
یانگ هاک-سئون

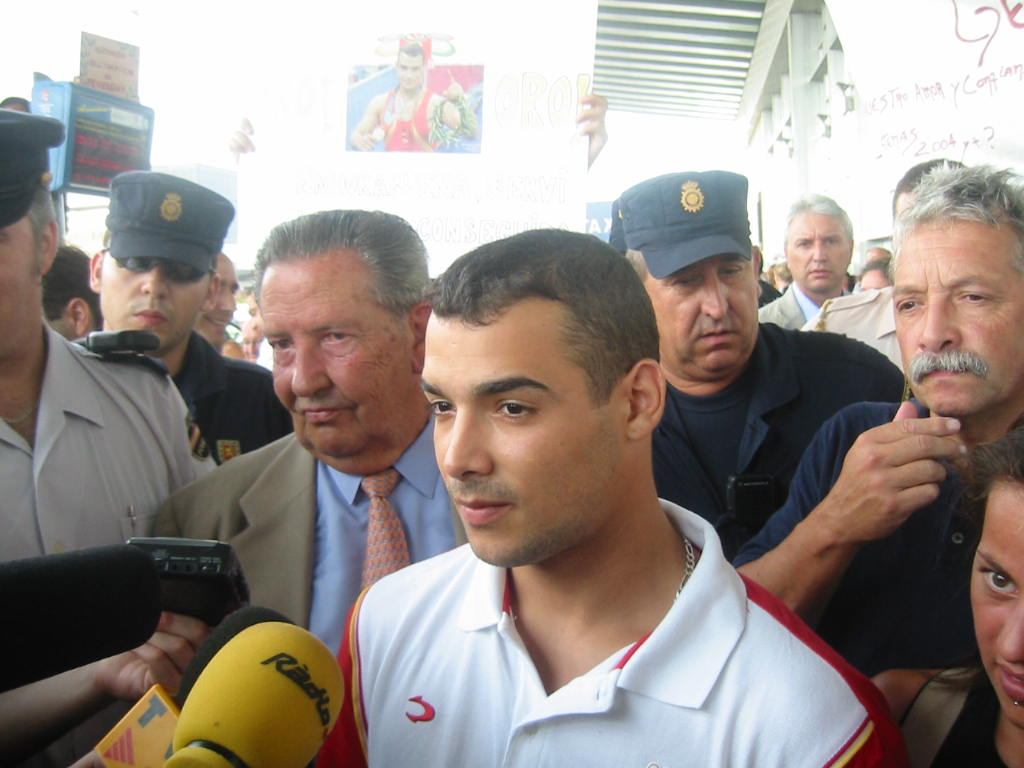
خرواسیو دفر

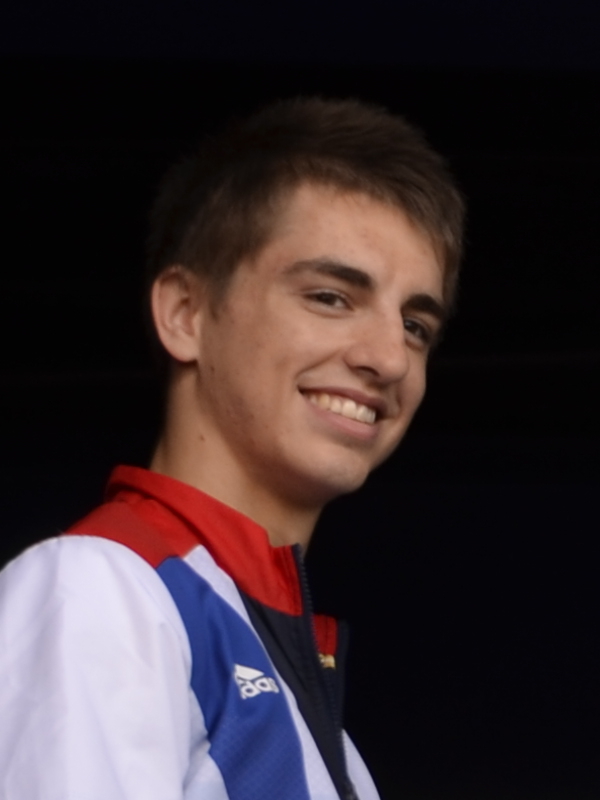
مکس ویتلوک

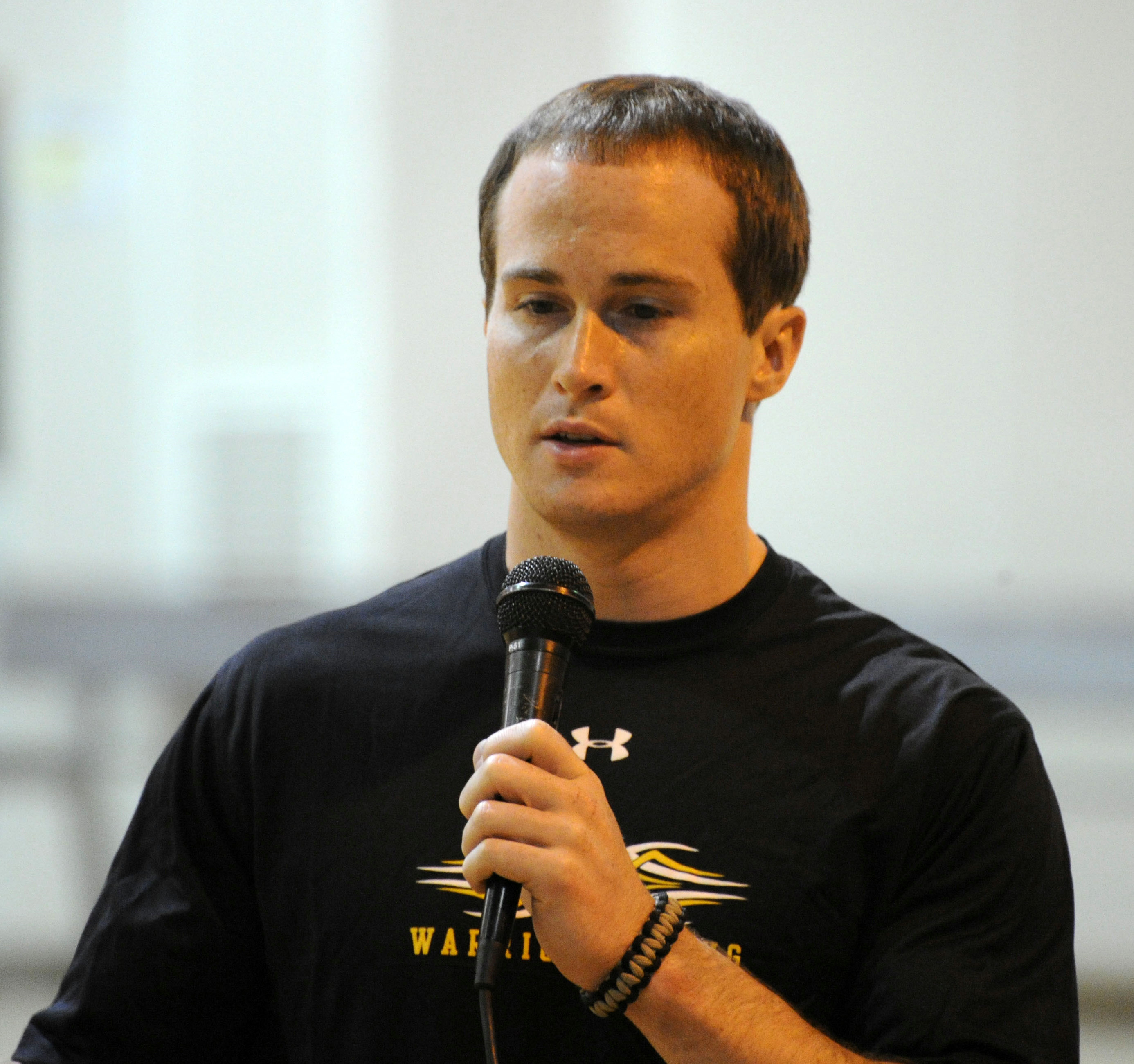
پل هام

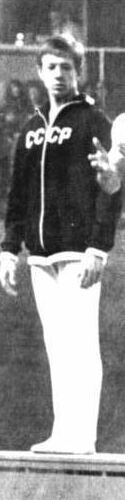
نیکولای آندریانف

| ارمنستان      | ارمنستان      | ارمنستان                                   |
| ژیمناست       | تاریخ         | منابع                                      |
| ------------- | ------------- | ------------------------------------------ |
| آلبرت آزاریان | ۱۱ فوریه ۱۹۲۹ | Albert Azaryan در فدراسیون جهانی ژیمناستیک |
| آرتور داوتیان | ۸ اوت ۱۹۹۲    | Artur Davtyan در فدراسیون جهانی ژیمناستیک  |

| استرالیا       | استرالیا     | استرالیا                                    |
| ژیمناست        | تاریخ        | منابع                                       |
| -------------- | ------------ | ------------------------------------------- |
| فیلیپ ریزو     | ۹ فوریه ۱۹۸۱ | Philippe Rizzo در فدراسیون جهانی ژیمناستیک  |
| جاشوا جفریس    | ۲۹ اوت ۱۹۸۵  | Joshua Jefferis در فدراسیون جهانی ژیمناستیک |
| دامیان ایستریا | ۲۴ اوت ۱۹۸۲  | Damian Istria در فدراسیون جهانی ژیمناستیک   |

| بلاروس        | بلاروس         | بلاروس                                     |
| ژیمناست       | تاریخ          | منابع                                      |
| ------------- | -------------- | ------------------------------------------ |
| ایوان اوانکوف | ۱۰ آوریل ۱۹۷۵  | Ivan Ivankov در فدراسیون جهانی ژیمناستیک   |
| ویتالی شربو   | ۱۳ ژانویه ۱۹۷۲ | Vitaly Scherbo در فدراسیون جهانی ژیمناستیک |

| برزیل         | برزیل         | برزیل                                      |
| ژیمناست       | تاریخ         | منابع                                      |
| ------------- | ------------- | ------------------------------------------ |
| دیگو هیپولیتو | ۱۹ ژوئن ۱۹۸۶  | Diego Hypólito در فدراسیون جهانی ژیمناستیک |
| آرتور زانتی   | ۱۶ آوریل ۱۹۹۰ | Arthur Zanetti در فدراسیون جهانی ژیمناستیک |

| بلغارستان   | بلغارستان     | بلغارستان                                  |
| ژیمناست     | تاریخ         | منابع                                      |
| ----------- | ------------- | ------------------------------------------ |
| یوردان یوچف | ۲۴ فوریه ۱۹۷۳ | Yordan Yovchev در فدراسیون جهانی ژیمناستیک |

| کانادا     | کانادا    | کانادا                                    |
| ژیمناست    | تاریخ     | منابع                                     |
| ---------- | --------- | ----------------------------------------- |
| کایل شوفلت | ۶ مه ۱۹۸۲ | Kyle Shewfelt در فدراسیون جهانی ژیمناستیک |

| چین         | چین             | چین                                     |
| ژیمناست     | تاریخ           | منابع                                   |
| ----------- | --------------- | --------------------------------------- |
| چن ایبینگ   | ۱۹ دسامبر ۱۹۸۴  | Chen Yibing در فدراسیون جهانی ژیمناستیک |
| لی نینگ     | ۱۰ مارس ۱۹۶۳    | Li Ning در فدراسیون جهانی ژیمناستیک     |
| Li Xiaopeng | 27 Jul5 ۱۹۸۱    | Li Xiaopeng در فدراسیون جهانی ژیمناستیک |
| لوی یون     | ۱۹۶۴            | Lou Yun در فدراسیون جهانی ژیمناستیک     |
| شائو شین    | 1 January 1985۳ | Xiao Qin در فدراسیون جهانی ژیمناستیک    |
| یانگ وی     | ۸ فوریه ۱۹۸۰    | Yang Wei در فدراسیون جهانی ژیمناستیک    |
| زو کای      | ۲۵ فوریه ۱۹۸۸   | Zou Kai در فدراسیون جهانی ژیمناستیک     |

| مصر            | مصر             | مصر   |
| ژیمناست        | تاریخ           | منابع |
| -------------- | --------------- | ----- |
| Mahmoud Safwat | 16 November1929 |       |

| فرانسه      | فرانسه                          | فرانسه                                   |
| ژیمناست     | تاریخ                           | منابع                                    |
| ----------- | ------------------------------- | ---------------------------------------- |
| لوئیس سگورا | 23 July 1889–1963               | Louis Ségura در فدراسیون جهانی ژیمناستیک |
| مارکو تورس  | 22 January 1888–15 January 1963 | Marco Torrès در فدراسیون جهانی ژیمناستیک |

| فنلاند         | فنلاند                                 | فنلاند                                        |
| ژیمناست        | تاریخ                                  | منابع                                         |
| -------------- | -------------------------------------- | --------------------------------------------- |
| پاوو آلتونن    | 11 December 1919–۹ سپتامبر ۱۹۶۲        | Paavo Aaltonen در فدراسیون جهانی ژیمناستیک    |
| ویکو هوهتانن   | 5 June 1919–۲۹ ژانویه ۱۹۷۶             | Veikko Huhtanen در فدراسیون جهانی ژیمناستیک   |
| هیکی ساوولاینن | 1907 7 September 1928–29 November 1997 | Heikki Savolainen در فدراسیون جهانی ژیمناستیک |

| آلمان          | آلمان          | آلمان                                        |
| ژیمناست        | تاریخ          | منابع                                        |
| -------------- | -------------- | -------------------------------------------- |
| والری بلنکی    | ۵ سپتامبر ۱۹۶۹ | Valery Belenky در فدراسیون جهانی ژیمناستیک   |
| فیلیپ بوی      | ۲۳ ژوئیه ۱۹۸۷  | Philipp Boy در فدراسیون جهانی ژیمناستیک      |
| رولاند بروکنر  | ۱۴ دسامبر ۱۹۵۵ | Roland Brückner در فدراسیون جهانی ژیمناستیک  |
| کونراد فری     | ۲۴ آوریل ۱۹۰۹  | Konrad Frey در فدراسیون جهانی ژیمناستیک      |
| ابرهارد گینگر  | ۲۱ ژوئیه ۱۹۵۱  | Eberhard Gienger در فدراسیون جهانی ژیمناستیک |
| فابیان هامبوچن | ۲۵ اکتبر ۱۹۸۷  | Fabian Hambüchen در فدراسیون جهانی ژیمناستیک |
| سیلویو کرول    | ۲۹ آوریل ۱۹۶۵  | Sylvio Kroll در فدراسیون جهانی ژیمناستیک     |
| مارسل نگوین    | ۸ سپتامبر ۱۹۸۷ | Marcel Nguyen در فدراسیون جهانی ژیمناستیک    |
| اسون تیپلت     | ۳ ژوئن ۱۹۶۵    | Sven Tippelt در فدراسیون جهانی ژیمناستیک     |
| آندریاس ویکر   | ۲ ژانویه ۱۹۷۰  | Andreas Wecker در فدراسیون جهانی ژیمناستیک   |

| یونان         | یونان        | یونان                                     |
| ژیمناست       | تاریخ        | منابع                                     |
| ------------- | ------------ | ----------------------------------------- |
| ولاسیوس ماراس | ۳۱ مارس ۱۹۸۳ | Vlasios Maras در فدراسیون جهانی ژیمناستیک |

| مجارستان       | مجارستان         | مجارستان                                         |
| ژیمناست        | تاریخ            | منابع                                            |
| -------------- | ---------------- | ------------------------------------------------ |
| سیلوستر چولانی | ۱۳ آوریل ۱۹۷۰    | Szilveszter Csollány در فدراسیون جهانی ژیمناستیک |
| Zoltán Supola  | 25 September1970 | Zoltán Supola در فدراسیون جهانی ژیمناستیک        |

| ایتالیا        | ایتالیا       | ایتالیا                                       |
| ژیمناست        | تاریخ         | منابع                                         |
| -------------- | ------------- | --------------------------------------------- |
| البرتو براگلیا | ۱۸۸۳          | Alberto Braglia در فدراسیون جهانی ژیمناستیک   |
| ایگور کاسینا   | ۱۵ اوت ۱۹۷۷   | Igor Cassina در فدراسیون جهانی ژیمناستیک      |
| یوری چچی       | ۱۱ اکتبر ۱۹۶۹ | Yuri Chechi در فدراسیون جهانی ژیمناستیک       |
| فرانکو منیچلی  | ۱۹۴۱          | Franco Menichelli در فدراسیون جهانی ژیمناستیک |
| رومئو نری      | ۱۹۰۳          | Romeo Neri در فدراسیون جهانی ژیمناستیک        |
| جرجیو زامپوری  | ۱۸۸۷          | Giorgio Zampori در فدراسیون جهانی ژیمناستیک   |

| ژاپن             | ژاپن            | ژاپن                                         |
| ژیمناست          | تاریخ           | منابع                                        |
| ---------------- | --------------- | -------------------------------------------- |
| تاکه‌هیرو کاشیما  | ۶ ژوئیه ۱۹۸۰    | Takehiro Kashima در فدراسیون جهانی ژیمناستیک |
| سواو کاتو        | ۱۱ اکتبر ۱۹۴۶   | Sawao Kato در فدراسیون جهانی ژیمناستیک       |
| ریوهی کاتو       | ۹ سپتامبر ۱۹۹۳  | Ryohei Kato در فدراسیون جهانی ژیمناستیک      |
| هیساشی میزوتوری  | ۲۷ ژوئیه ۱۹۸۰   | Hisashi Mizutori در فدراسیون جهانی ژیمناستیک |
| اکینری ناکایاما  | ۱۹۴۳            | Akinori Nakayama در فدراسیون جهانی ژیمناستیک |
| تاکاشی اونو      | ۱۹۳۱            | Takashi Ono در فدراسیون جهانی ژیمناستیک      |
| ماسائو تاکموتو   | ۲۹ سپتامبر ۱۹۱۹ | Masao Takemoto در فدراسیون جهانی ژیمناستیک   |
| یوسوکه تاناکا    | ۲۹ نوامبر ۱۹۸۹  | Yusuke Tanaka در فدراسیون جهانی ژیمناستیک    |
| میتسو تسوکاهارا  | ۲۲ دسامبر ۱۹۴۷  | Mitsuo Tsukahara در فدراسیون جهانی ژیمناستیک |
| نائویا تسوکاهارا | ۲۵ ژوئن ۱۹۷۷    | Naoya Tsukahara در فدراسیون جهانی ژیمناستیک  |
| هیرویوکی تومیتا  | ۲۱ نوامبر ۱۹۸۰  | Hiroyuki Tomita در فدراسیون جهانی ژیمناستیک  |
| کوهی اوچیمورا    | ۳ ژانویه ۱۹۸۹   | Kōhei Uchimura در فدراسیون جهانی ژیمناستیک   |
| ایسائو یوندا     | ۲۰ اوت ۱۹۷۷     | Isao Yoneda در فدراسیون جهانی ژیمناستیک      |

| لتونی            | لتونی          | لتونی                                         |
| ژیمناست          | تاریخ          | منابع                                         |
| ---------------- | -------------- | --------------------------------------------- |
| یوگنیس ساپروننکو | ۱۱ نوامبر ۱۹۷۸ | Evgeni Sapronenko در فدراسیون جهانی ژیمناستیک |
| ایگور ویهروز     | ۶ ژوئن ۱۹۷۸    | Igors Vihrovs در فدراسیون جهانی ژیمناستیک     |

| مکزیک      | مکزیک          | مکزیک                                     |
| ژیمناست    | تاریخ          | منابع                                     |
| ---------- | -------------- | ----------------------------------------- |
| دنیل کورال | ۲۵ ژانویه ۱۹۹۰ | Daniel Corral در فدراسیون جهانی ژیمناستیک |

| هلند          | هلند          | هلند                                        |
| ژیمناست       | تاریخ         | منابع                                       |
| ------------- | ------------- | ------------------------------------------- |
| یوری فن گالدر | ۲۰ آوریل ۱۹۹۳ | Yuri van Gelder در فدراسیون جهانی ژیمناستیک |
| جفری وامز     | ۲۴ آوریل ۱۹۸۷ | Jeffrey Wammes در فدراسیون جهانی ژیمناستیک  |
| اپکه زوندرلند | ۱۶ آوریل ۱۹۸۶ | Epke Zonderland در فدراسیون جهانی ژیمناستیک |

| کره شمالی | کره شمالی   | کره شمالی                              |
| ژیمناست   | تاریخ       | منابع                                  |
| --------- | ----------- | -------------------------------------- |
| پی گیل-سو | ۴ مارس ۱۹۷۲ | Pae Gil Su در فدراسیون جهانی ژیمناستیک |

| رومانی            | رومانی          | رومانی                                        |
| ژیمناست           | تاریخ           | منابع                                         |
| ----------------- | --------------- | --------------------------------------------- |
| ماریان دراگولسکو  | ۱۸ دسامبر ۱۹۸۰  | Marian Drăgulescu در فدراسیون جهانی ژیمناستیک |
| یوآن سیلویو سوچیو | ۲۴ نوامبر ۱۹۷۷  | Ioan Silviu Suciu در فدراسیون جهانی ژیمناستیک |
| ماریوس اورزیکا    | ۳۰ سپتامبر ۱۹۷۵ | Marius Urzică در فدراسیون جهانی ژیمناستیک     |

| روسیه                      | روسیه                        | روسیه                                          |
| ژیمناست                    | تاریخ                        | منابع                                          |
| -------------------------- | ---------------------------- | ---------------------------------------------- |
| دنیس آبلیازین              | ۳ اوت ۱۹۹۲                   | Denis Ablyazin در فدراسیون جهانی ژیمناستیک     |
| نیکولای آندریانف           | ۱۴ اکتبر ۱۹۵۲ – ۲۱ مارس ۲۰۱۱ | Nikolai Andrianov در فدراسیون جهانی ژیمناستیک  |
| دیوید بلیاوسکی             | ۲۳ فوریه ۱۹۹۲                | David Belyavskiy در فدراسیون جهانی ژیمناستیک   |
| دمیتری بیلازرچف            | ۲۲ دسامبر ۱۹۶۶               | Dmitry Bilozerchev در فدراسیون جهانی ژیمناستیک |
| الکسی بوندارنکو            | ۲۳ اوت ۱۹۷۸                  | Alexei Bondarenko در فدراسیون جهانی ژیمناستیک  |
| امین غریبوف                | ۹ اوت ۱۹۹۰                   | Emin Garibov در فدراسیون جهانی ژیمناستیک       |
| آنتون گولوتسوتسکوف         | ۲۸ ژوئیه ۱۹۸۵                | Anton Golotsutskov در فدراسیون جهانی ژیمناستیک |
| یوری کورولف                | ۲۸ اوت ۱۹۶۲                  | Yuri Korolev در فدراسیون جهانی ژیمناستیک       |
| Nikolai Kryukov            | ۱۱ نوامبر ۱۹۷۸               | Nikolai Kryukov در فدراسیون جهانی ژیمناستیک    |
| نیکولای کوکسنکوف           | ۲ ژوئن ۱۹۸۹                  | Nikolai Kuksenkov در فدراسیون جهانی ژیمناستیک  |
| الکسی نموف                 | ۲۸ آوریل ۱۹۷۶                | Alexei Nemov در فدراسیون جهانی ژیمناستیک       |
| والری لیوکین               | ۵ سپتامبر ۱۹۶۹               | Valeri Liukin در فدراسیون جهانی ژیمناستیک      |
| یوری ریاضانوف              | ۲۱ مارس ۱۹۸۷ – ۲۰ اکتبر ۲۰۰۹ | Yuri Ryazanov در فدراسیون جهانی ژیمناستیک      |
| بوریس شاخلین               | ۲۷ ژانویه ۱۹۳۲ – 27 May 2008 | Boris Chakhline در فدراسیون جهانی ژیمناستیک    |
| Yuri Titov                 | ۲۷ نوامبر ۱۹۳۵               | Yuri Titov در فدراسیون جهانی ژیمناستیک         |
| الکساندر واسیلیویچ تکاچیوف | 4 October 1957               | Alexander Tkachyov در فدراسیون جهانی ژیمناستیک |
| میخائیل وورونین            | ۲۶ مارس ۱۹۴۵ – 22 May 2004   | Mikhail Voronin در فدراسیون جهانی ژیمناستیک    |

| اسلوونی     | اسلوونی        | اسلوونی                                     |
| ژیمناست     | تاریخ          | منابع                                       |
| ----------- | -------------- | ------------------------------------------- |
| میجا پتکوشک | ۱۶ فوریه ۱۹۷۷  | Mitja Petkovšek در فدراسیون جهانی ژیمناستیک |
| میرو چرار   | ۲۸ اکتبر ۱۹۳۹  | Miro Cerar در فدراسیون جهانی ژیمناستیک      |
| آلیاژ پگان  | ۲ ژوئن ۱۹۷۴    | Aljaž Pegan در فدراسیون جهانی ژیمناستیک     |
| لئون اشتوکی | ۱۲ نوامبر ۱۹۹۸ | Leon Štukelj در فدراسیون جهانی ژیمناستیک    |

| کره جنوبی     | کره جنوبی       | کره جنوبی                                  |
| ژیمناست       | تاریخ           | منابع                                      |
| ------------- | --------------- | ------------------------------------------ |
| کیم دائه-اون  | ۱۷ سپتامبر ۱۹۸۴ | Kim Dae-Eun در فدراسیون جهانی ژیمناستیک    |
| یانگ هاک-سئون | ۶ دسامبر ۱۹۹۲   | Yang Hak-Seon در فدراسیون جهانی ژیمناستیک  |
| یانگ تای-یونگ | ۸ ژوئیه ۱۹۸۰    | Yang Tae-Young در فدراسیون جهانی ژیمناستیک |

| اسپانیا        | اسپانیا                   | اسپانیا                                     |
| ژیمناست        | تاریخ                     | منابع                                       |
| -------------- | ------------------------- | ------------------------------------------- |
| خواکین بلوم    | 21 June 1933–29 Apri 1959 |                                             |
| خرواسیو دفر    | ۷ نوامبر ۱۹۸۰             | Gervasio Deferr در فدراسیون جهانی ژیمناستیک |
| رافائل مارتینز | ۱۰ دسامبر ۱۹۸۳            | Rafael Martinez در فدراسیون جهانی ژیمناستیک |

| سوئیس   | سوئیس                           | سوئیس                                       |
| ژیمناست | تاریخ                           | منابع                                       |
| ------- | ------------------------------- | ------------------------------------------- |
| اوژن مک | 21 September 1907–۲۹ اکتبر ۱۹۷۸ | Daniel Keatings در فدراسیون جهانی ژیمناستیک |

| اوکراین         | اوکراین                       | اوکراین                                       |
| ژیمناست         | تاریخ                         | منابع                                         |
| --------------- | ----------------------------- | --------------------------------------------- |
| الکساندر برش    | 12 October 1977–۲۹ فوریه ۲۰۰۴ | Alexander Beresch در فدراسیون جهانی ژیمناستیک |
| والری هونچاروف  | ۱۹ سپتامبر ۱۹۷۷               | Valeri Goncharov در فدراسیون جهانی ژیمناستیک  |
| ایهور رادیفیلوف | ۱۹ اکتبر ۱۹۹۲                 | Igor Radivilov در فدراسیون جهانی ژیمناستیک    |
| اوله استپکو     | ۱۵ مارس ۱۹۹۴                  | Oleg Stepko در فدراسیون جهانی ژیمناستیک       |
| اوله ورنیایف    | ۲۹ سپتامبر ۱۹۹۳               | Oleg Verniaiev در فدراسیون جهانی ژیمناستیک    |

| بریتانیا      | بریتانیا       | بریتانیا                                    |
| ژیمناست       | تاریخ          | منابع                                       |
| ------------- | -------------- | ------------------------------------------- |
| دانیل کیتینگز | ۴ ژانویه ۱۹۹۰  | Daniel Keatings در فدراسیون جهانی ژیمناستیک |
| سالم الدهام   | ۱۷ فوریه ۱۹۹۳  | Sam Oldham در فدراسیون جهانی ژیمناستیک      |
| دنیل پورویس   | ۱۳ نوامبر ۱۹۹۰ | Daniel Purvis در فدراسیون جهانی ژیمناستیک   |
| لوئیس اسمیت   | ۲۴ آوریل ۱۹۸۹  | Louis Smith در فدراسیون جهانی ژیمناستیک     |
| مکس ویتلوک    | ۱۳ ژانویه ۱۹۹۳ | Max Whitlock در فدراسیون جهانی ژیمناستیک    |

| ایالات متحده آمریکا | ایالات متحده آمریکا           | ایالات متحده آمریکا                           |
| ژیمناست             | تاریخ                         | منابع                                         |
| ------------------- | ----------------------------- | --------------------------------------------- |
| الکساندر آرتموف     | ۲۹ اوت ۱۹۸۵                   | Alexander Artemev در فدراسیون جهانی ژیمناستیک |
| راج بهاوسار         | ۷ سپتامبر ۱۹۸۰                | Raj Bhavsar در فدراسیون جهانی ژیمناستیک       |
| بارت کونر           | ۳ مارس ۱۹۵۸                   | Bart Conner در فدراسیون جهانی ژیمناستیک       |
| تیم داگت            | ۲۲ آوریل ۱۹۶۵                 | Tim Daggett در فدراسیون جهانی ژیمناستیک       |
| جیکوب دالتون        | ۱۹ اوت ۱۹۹۱                   | Jacob Dalton در فدراسیون جهانی ژیمناستیک      |
| جورج ایسر           | 31 August 1870, death unknown | George Eyser در فدراسیون جهانی ژیمناستیک      |
| میتچ گایلورد        | ۱۰ مارس ۱۹۶۱                  | Mitch Gaylord در فدراسیون جهانی ژیمناستیک     |
| مورگان هام          | ۲۴ سپتامبر ۱۹۸۲               | Morgan Hamm در فدراسیون جهانی ژیمناستیک       |
| پل هام              | ۲۴ سپتامبر ۱۹۸۲               | Paul Hamm در فدراسیون جهانی ژیمناستیک         |
| آنتون هیدا          | ۱۸۷۸                          |                                               |
| یوناتان هورتن       | ۳۱ دسامبر ۱۹۸۵                | Johnathan Horton در فدراسیون جهانی ژیمناستیک  |
| دنل لیوا            | ۳۰ اکتبر ۱۹۹۱                 | Danell Leyva در فدراسیون جهانی ژیمناستیک      |
| سم میکولاک          | ۱۳ اکتبر ۱۹۹۲                 | Sam Mikulak در فدراسیون جهانی ژیمناستیک       |
| جان اروزکو          | ۳۰ دسامبر ۱۹۹۲                | John Orozco در فدراسیون جهانی ژیمناستیک       |
| جاستین اسپرینگ      | ۱۱ مارس ۱۹۸۴                  | Justin Spring در فدراسیون جهانی ژیمناستیک     |
| کوین تان            | ۲۴ سپتامبر ۱۹۸۱               | Kevin Tan در فدراسیون جهانی ژیمناستیک         |
| کرت توماس           | ۲۹ مارس ۱۹۵۶                  | Kurt Thomas در فدراسیون جهانی ژیمناستیک       |
| پیتر ویدمار         | ۳ ژوئن ۱۹۶۱                   | Peter Vidmar] در فدراسیون جهانی ژیمناستیک     |
| بلین ویلسون         | ۳ اوت ۱۹۷۴                    | Blaine Wilson در فدراسیون جهانی ژیمناستیک     |

| اتحاد جماهیر شوروی             | اتحاد جماهیر شوروی          | اتحاد جماهیر شوروی                             |
| ژیمناست                        | تاریخ                       | منابع                                          |
| ------------------------------ | --------------------------- | ---------------------------------------------- |
| نیکولای آندریانف               | ۱۴ اکتبر ۱۹۵۲               | Nikolai Andrianov در فدراسیون جهانی ژیمناستیک  |
| Albert Azaryan                 | ۳۰ نوامبر ۱۹۹۳              | Albert Azaryan در فدراسیون جهانی ژیمناستیک     |
| والری بلنکی                    | ۵ سپتامبر ۱۹۶۹              | Valery Belenky در فدراسیون جهانی ژیمناستیک     |
| Dmitry Bilozerchev             | ۲۲ دسامبر ۱۹۶۶              | Dmitry Bilozerchev در فدراسیون جهانی ژیمناستیک |
| ویکتور چوکارین                 | ۹ نوامبر ۱۹۲۱ – ۱۹۸۴        | Viktor Chukarin در فدراسیون جهانی ژیمناستیک    |
| الکساندر دیتیاتین              | ۷ اوت ۱۹۵۷                  | Alexander Dityatin در فدراسیون جهانی ژیمناستیک |
| یوری کورولف                    | ۲۸ اوت ۱۹۶۲                 | Yuri Korolev در فدراسیون جهانی ژیمناستیک       |
| Valeri Liukin                  | ۵ سپتامبر ۱۹۶۹              | Valeri Liukin در فدراسیون جهانی ژیمناستیک      |
| Boris Shakhlin                 | 27 January 1932–27 May 2008 | Boris Chakhline در فدراسیون جهانی ژیمناستیک    |
| Yuri Titov                     | ۲۷ نوامبر ۱۹۳۵              | Yuri Titov در فدراسیون جهانی ژیمناستیک         |
| Alexander Vasilyevich Tkachyov | 4 October 1957              | Alexander Tkachyov در فدراسیون جهانی ژیمناستیک |
| Mikhail Voronin                | 26 March 1945–22 May 2004   | Mikhail Voronin در فدراسیون جهانی ژیمناستیک    |

## ژیمناست‌های ریتمیک

### زنان (ریتمیک)

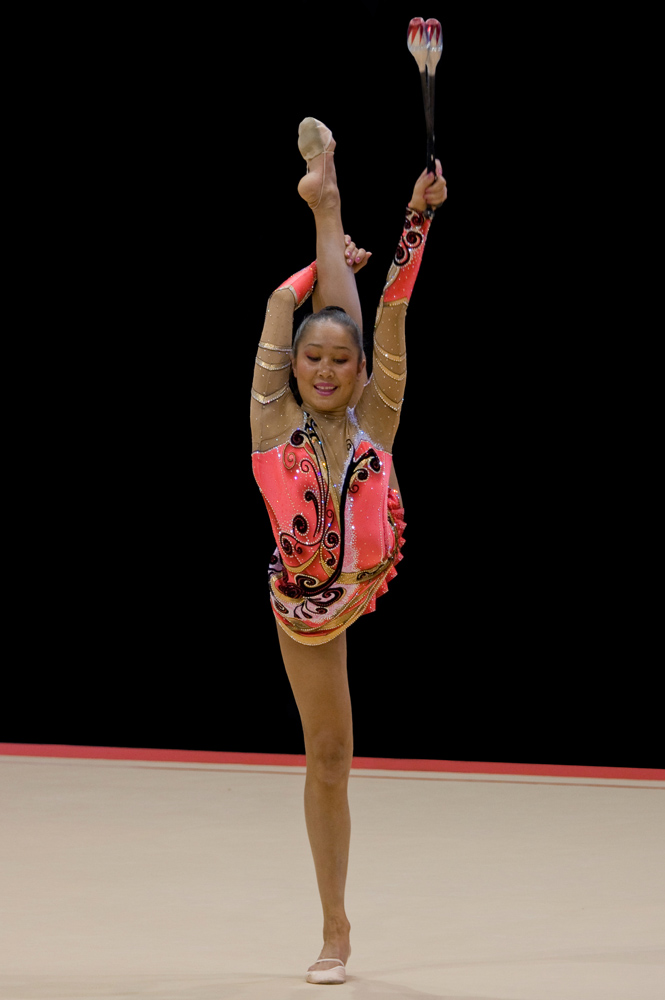
آلیا گرایوا

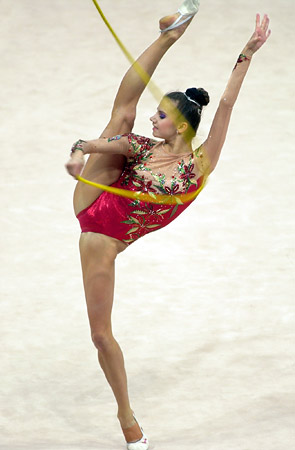
یولیا راسکینا

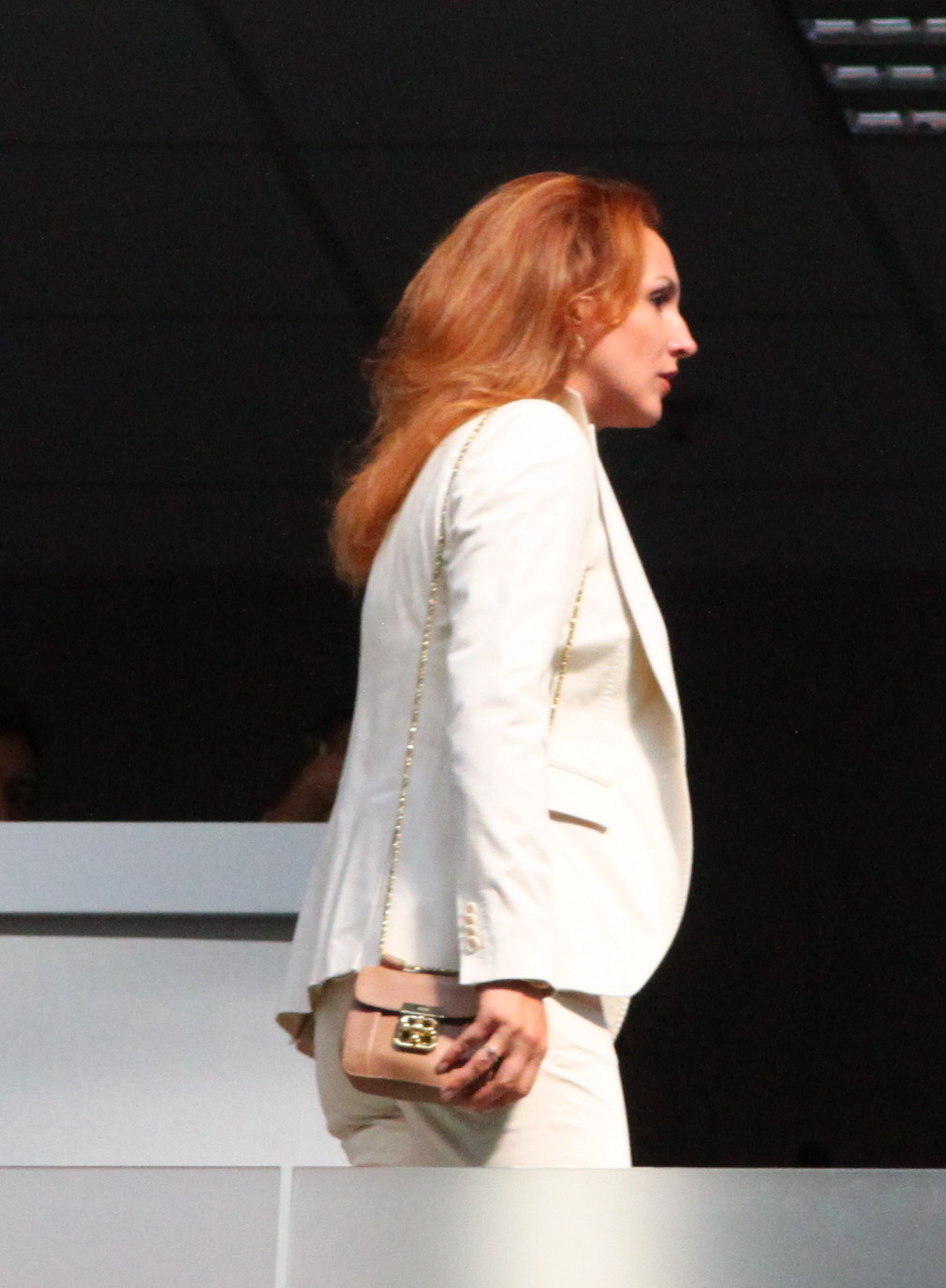
ماریا پتروا

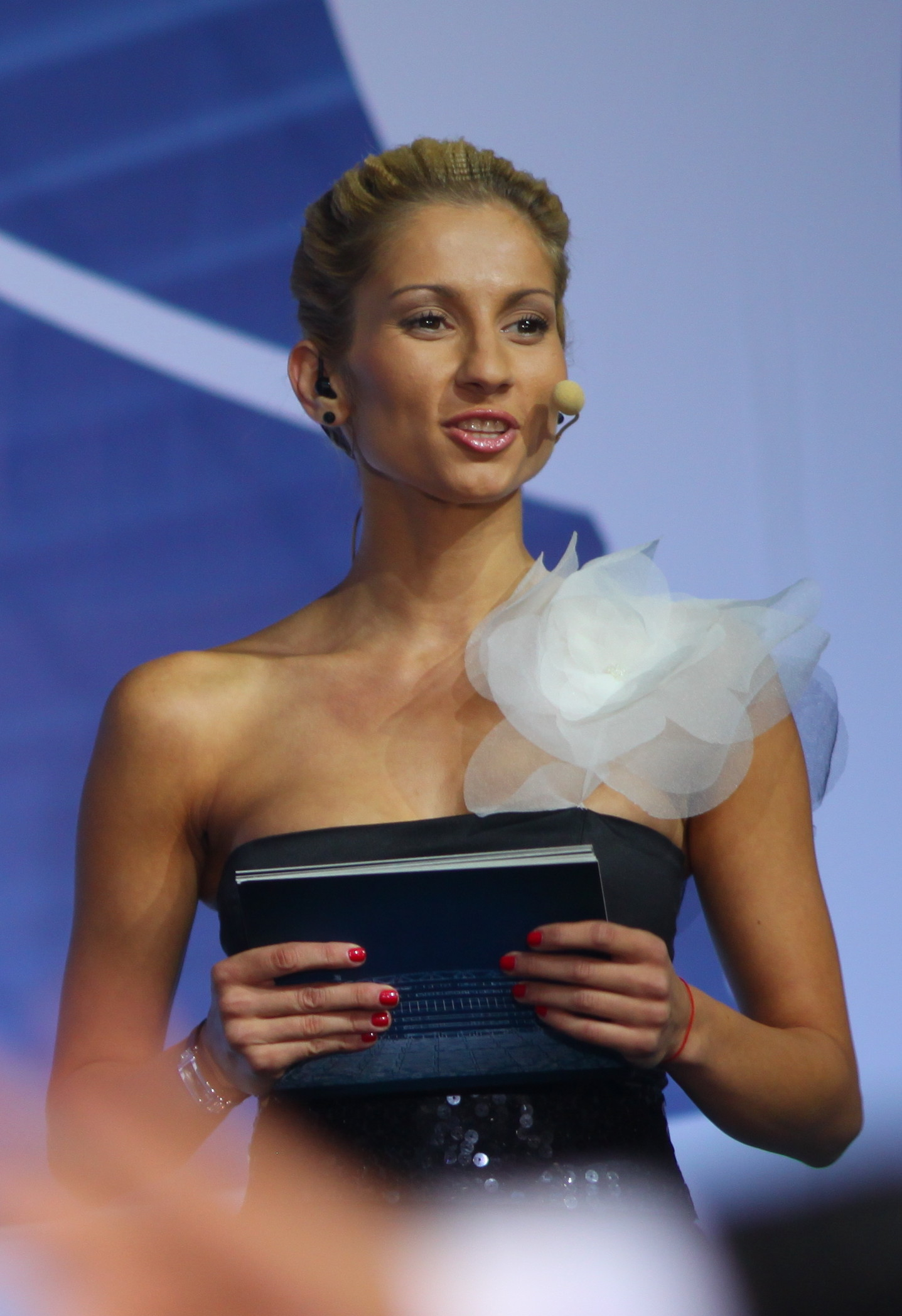
سیمونا پیچوا

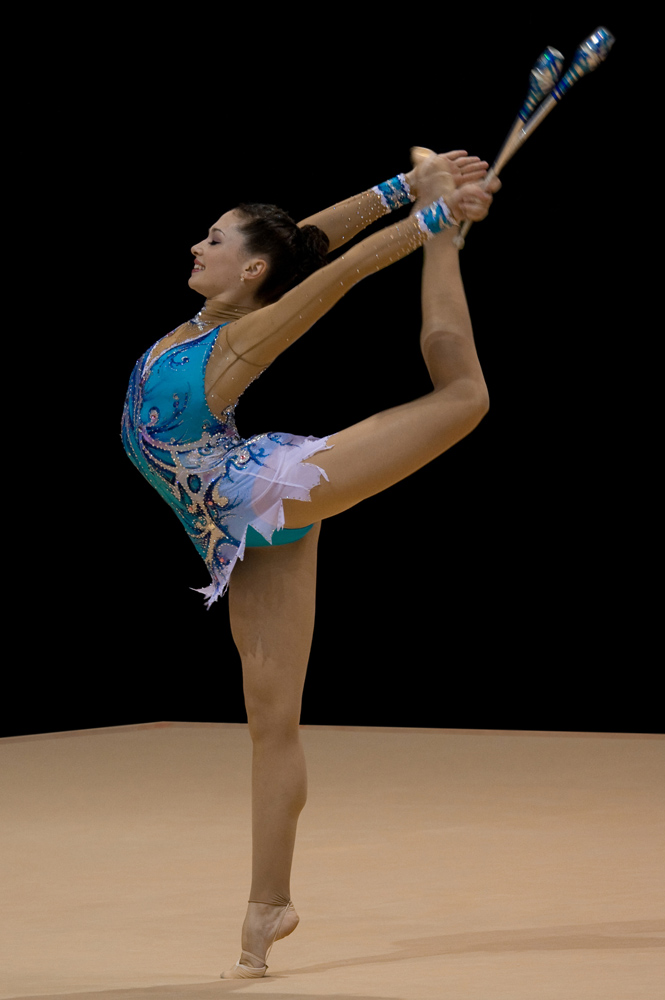
ایرینا ریسنزون

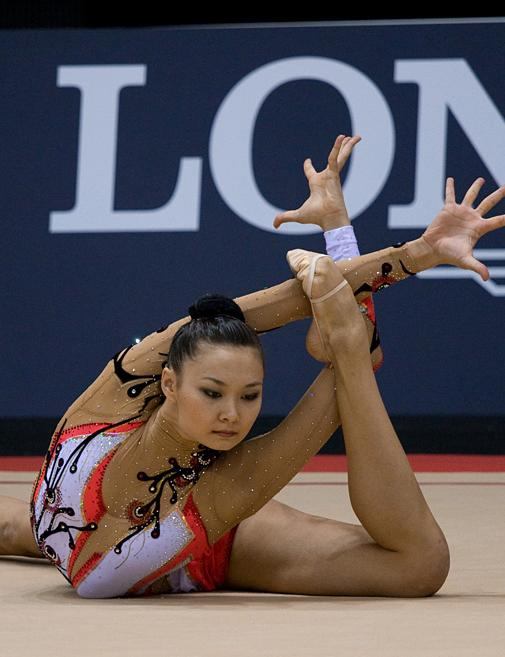
آلیا یوسوپوا

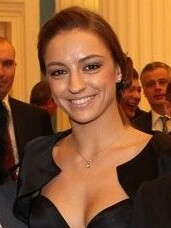
یوگنییا کانایه‌وا

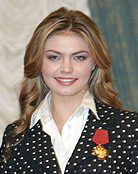
آلینا کابیوا

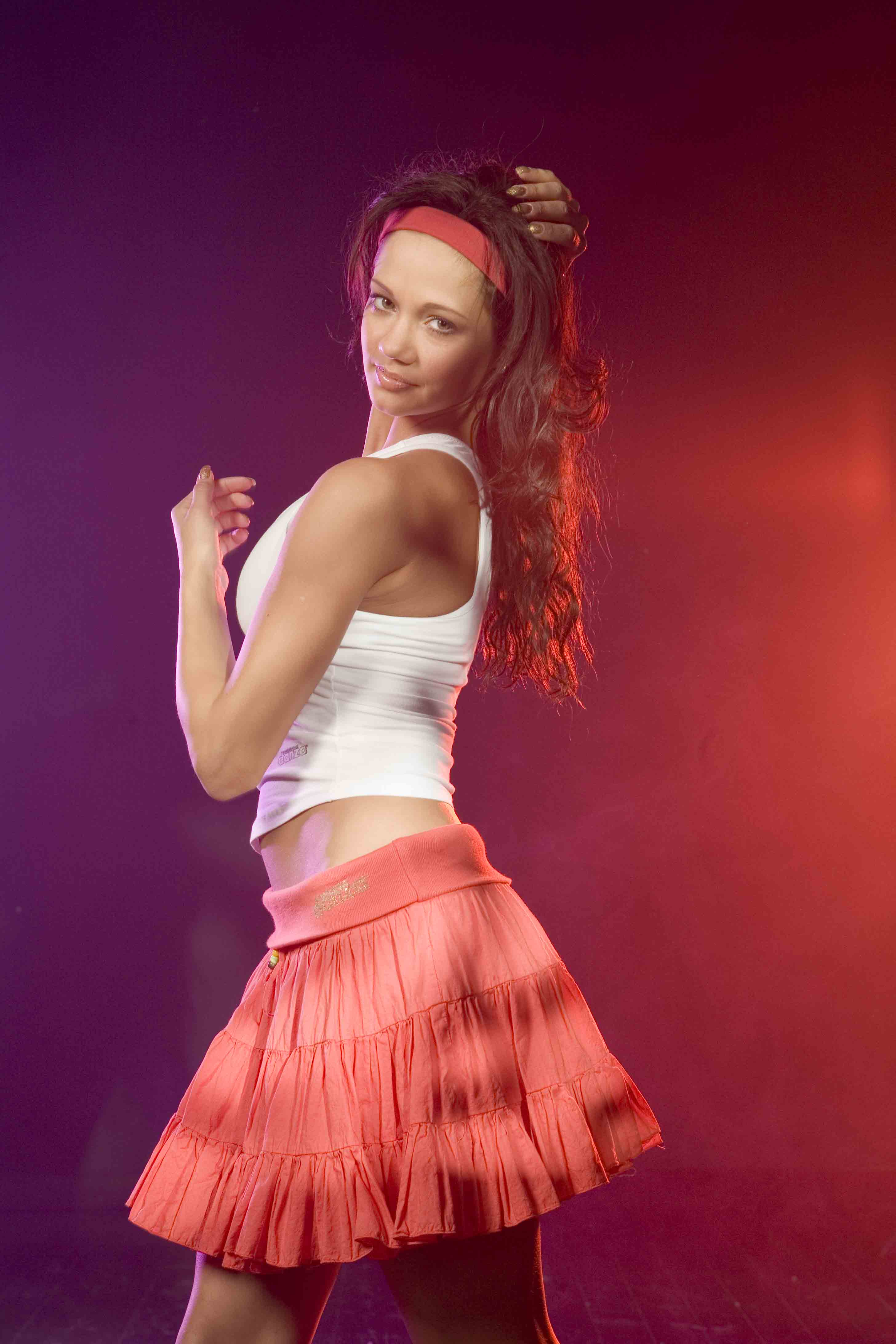
ایرینا تچاچینا

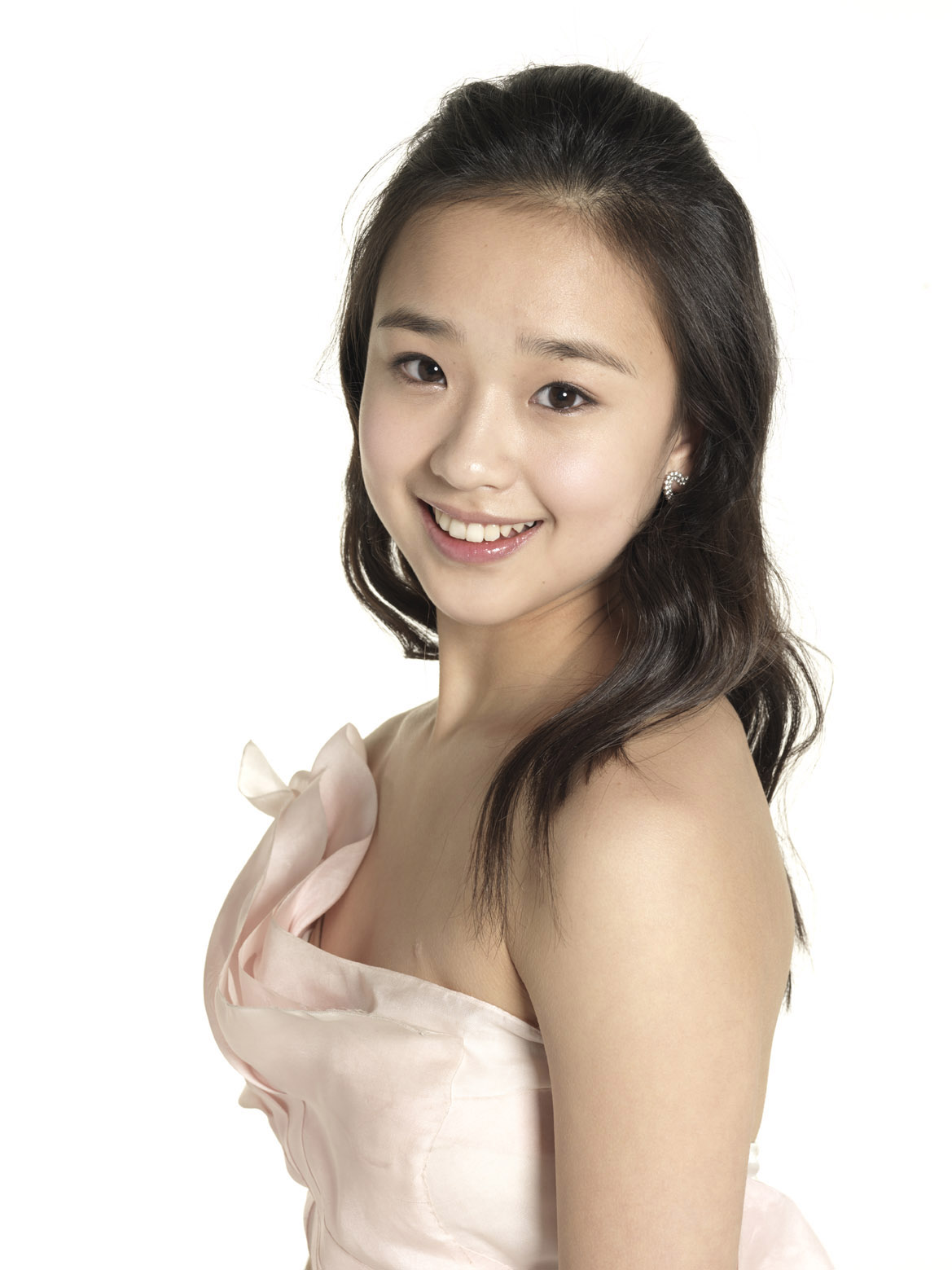
سون یئون-جی

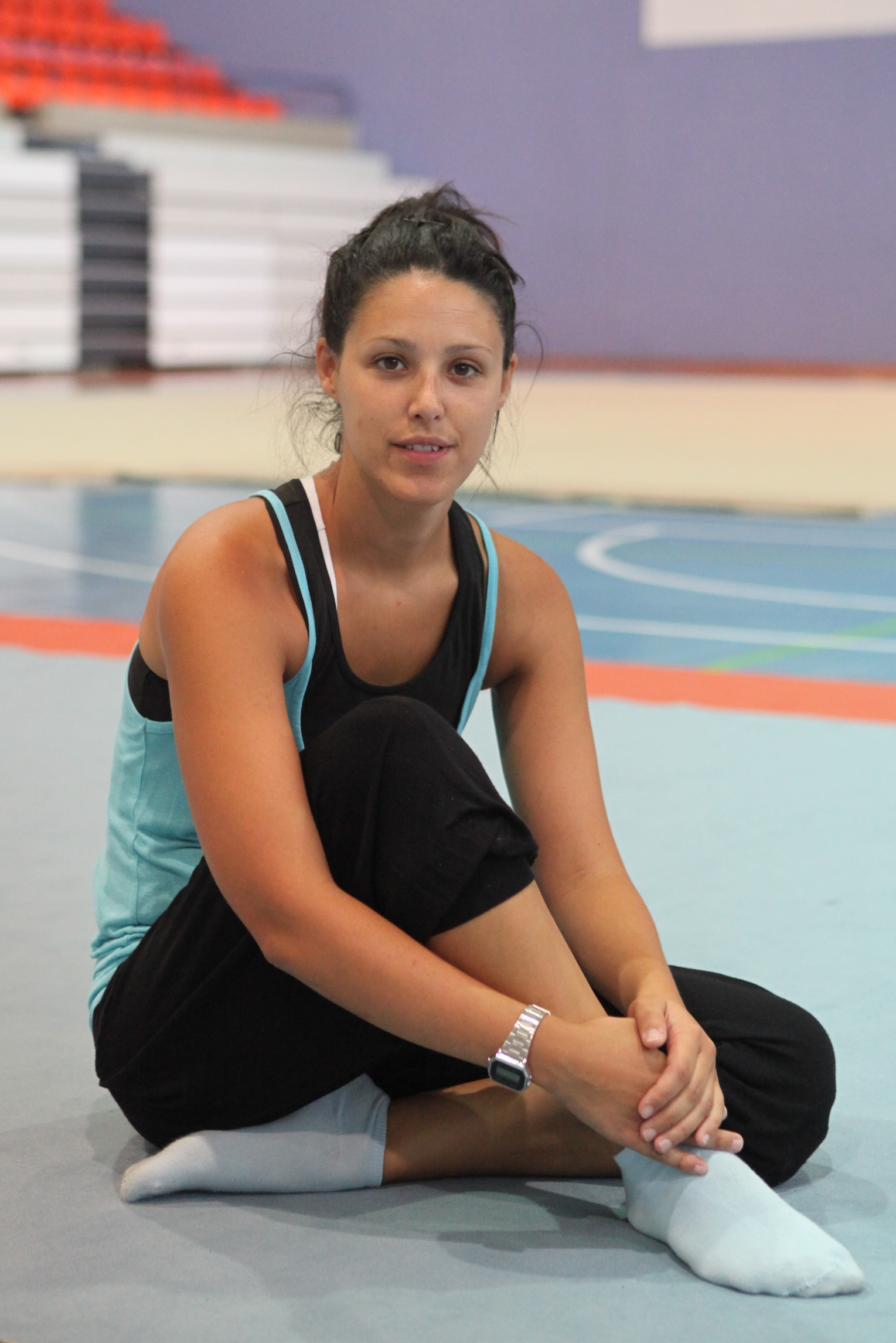
تانیا لامارکا

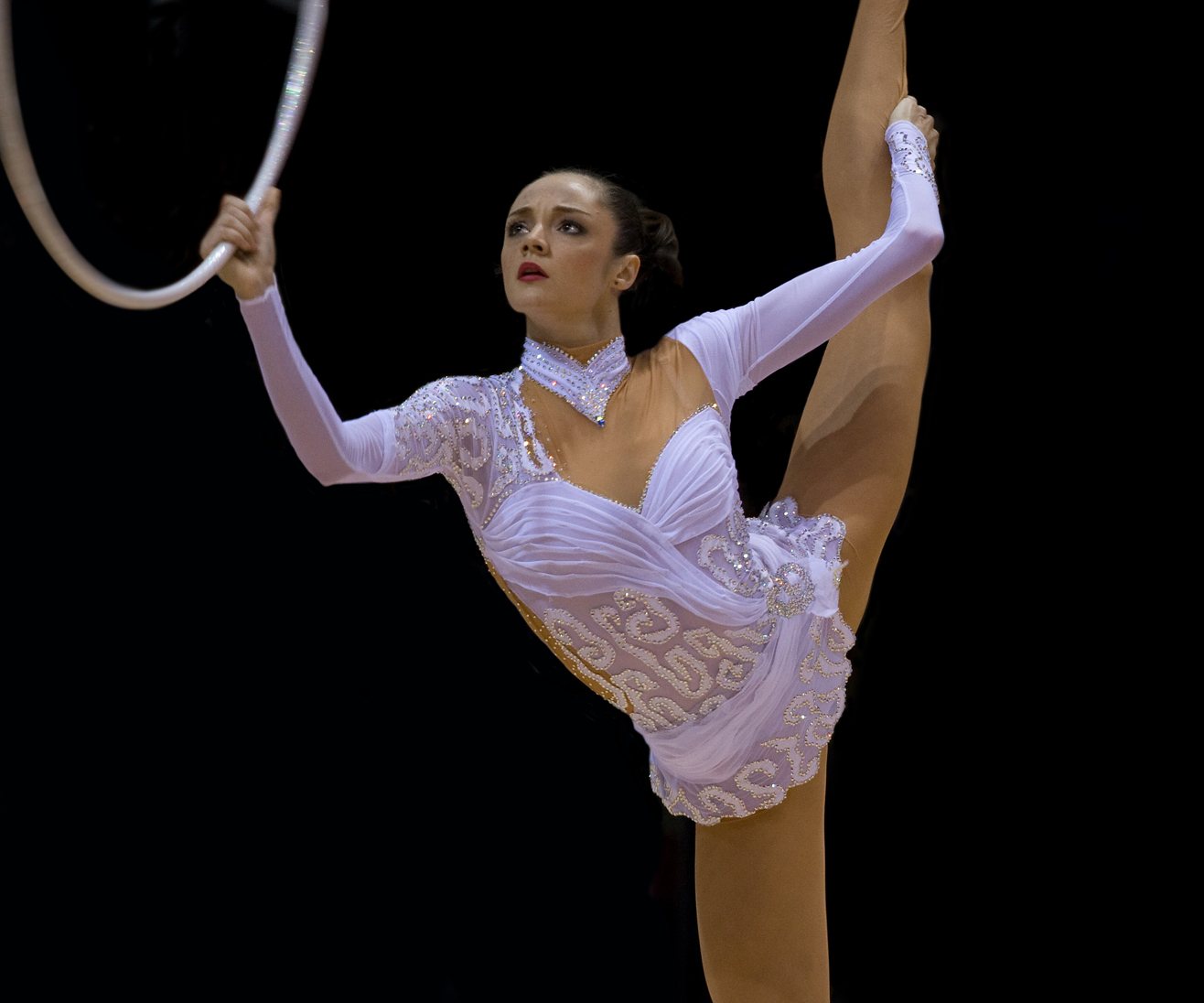
آنا بسونووو

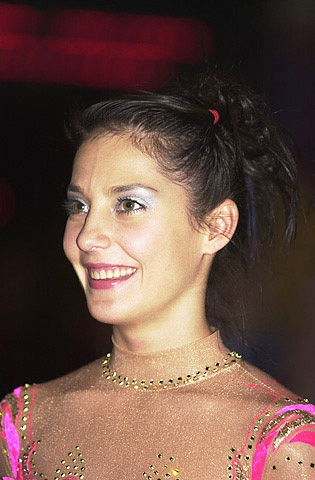
اولنا ویتریچنکو

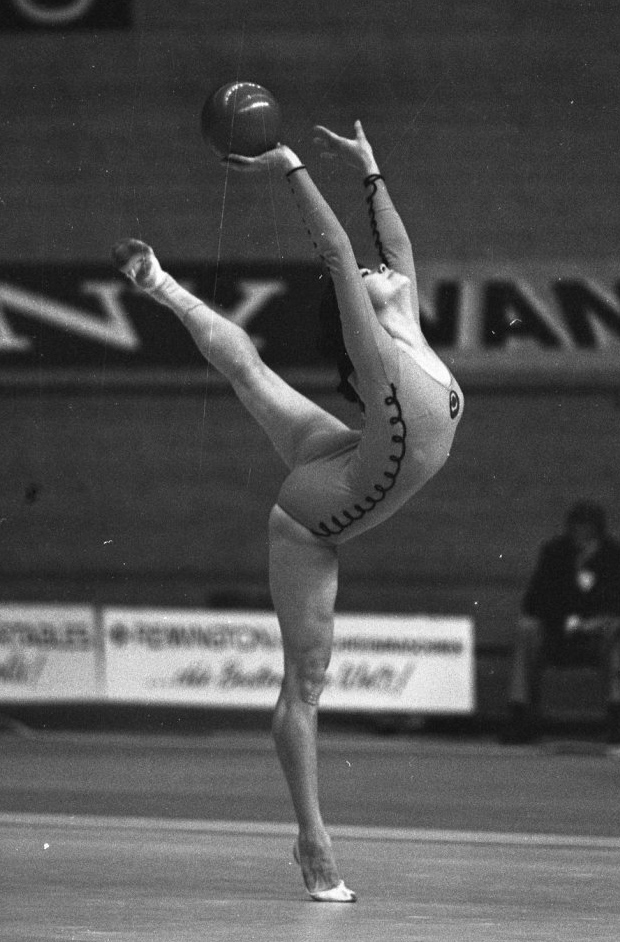
گالیما شوگوروا

| استرالیا        | استرالیا        | استرالیا                                       |
| ژیمناست         | تاریخ           | منابع                                          |
| --------------- | --------------- | ---------------------------------------------- |
| پنه‌لوپه بلکمور  | ۲۳ آوریل ۱۹۸۴   | Penelope Blackmore در فدراسیون جهانی ژیمناستیک |
| نازمی جانستن    | ۲۸ نوامبر ۱۹۸۸  | Naazmi Johnston در فدراسیون جهانی ژیمناستیک    |
| کیمبرلی ماسون   | ۱۹ سپتامبر ۱۹۸۹ | Kimberly Mason در فدراسیون جهانی ژیمناستیک     |
| جنین ماری       | ۱۰ مارس ۱۹۹۰    | Janine Murray در فدراسیون جهانی ژیمناستیک      |
| کاسومی تاکاهاشی | ۱۹۸۰            | Kasumi Takahashi در فدراسیون جهانی ژیمناستیک   |

| اتریش       | اتریش      | اتریش                                      |
| ژیمناست     | تاریخ      | منابع                                      |
| ----------- | ---------- | ------------------------------------------ |
| کارولین وبر | ۳۱ مه ۱۹۸۶ | Caroline Weber در فدراسیون جهانی ژیمناستیک |

| جمهوری آذربایجان | جمهوری آذربایجان | جمهوری آذربایجان                            |
| ژیمناست          | تاریخ            | منابع                                       |
| ---------------- | ---------------- | ------------------------------------------- |
| مارینا دوروندا   | ۱۲ ژوئن ۱۹۹۷     | Marina Durunda در فدراسیون جهانی ژیمناستیک  |
| دینارا گیماتووا  | ۱۸ نوامبر ۱۹۸۶   | Dinara Gimatova در فدراسیون جهانی ژیمناستیک |
| آنا گوربانووا    | ۲۴ سپتامبر ۱۹۸۶  | Anna Gurbanova در فدراسیون جهانی ژیمناستیک  |
| آلیا گرایوا      | ۱ ژانویه ۱۹۸۸    | Aliya Garayeva در فدراسیون جهانی ژیمناستیک  |
| زینب جوادلی      | ۱۹ ژوئیه ۱۹۹۱    | Zeynab Javadli در فدراسیون جهانی ژیمناستیک  |
| لالا یوسیفووا    | ۱۶ اکتبر ۱۹۹۶    | Lala Yusifova در فدراسیون جهانی ژیمناستیک   |

| بلاروس              | بلاروس         | بلاروس                                            |
| ژیمناست             | تاریخ          | منابع                                             |
| ------------------- | -------------- | ------------------------------------------------- |
| لیوبوف چارکاشینا    | ۲۳ دسامبر ۱۹۸۷ | Liubov Charkashyna در فدراسیون جهانی ژیمناستیک    |
| آرینا چاروپا        | ۱۸ اکتبر ۱۹۹۵  | Arina Charopa در فدراسیون جهانی ژیمناستیک         |
| کاتسیارینا هالکینا  | ۲۵ فوریه ۱۹۹۷  | Katsiaryna Halkina در فدراسیون جهانی ژیمناستیک    |
| ناتالیا لشیک        | ۲۵ ژوئیه ۱۹۹۵  | Nataliya Leshchyk در فدراسیون جهانی ژیمناستیک     |
| مارینا لوباتچ       | ۲۶ ژوئن ۱۹۷۰   | Marina Lobatch در فدراسیون جهانی ژیمناستیک        |
| لاریسا لوکیاننکو    | ۷ اوت ۱۹۷۳     | Larissa Loukianenko در فدراسیون جهانی ژیمناستیک   |
| آلیاکساندرا نارکویچ | ۲۲ دسامبر ۱۹۹۵ | Aliaksandra Narkevich در فدراسیون جهانی ژیمناستیک |
| تاتیانا اوگریزکو    | ۲۸ مه ۱۹۷۶     | Tatiana Ogryzko در فدراسیون جهانی ژیمناستیک       |
| اوجنیا پاولینا      | ۲۰ ژوئیه ۱۹۷۸  | Evgenia Pavlina در فدراسیون جهانی ژیمناستیک       |
| یولیا راسکینا       | ۱۹ آوریل ۱۹۸۲  | Yulia Raskina در فدراسیون جهانی ژیمناستیک         |
| ملیتینا استانویتا   | ۱۵ نوامبر ۱۹۹۳ | Melitina Staniouta در فدراسیون جهانی ژیمناستیک    |
| آلینا تومیلوویچ     | ۲۱ آوریل ۱۹۹۰  | Alina Tumilovich در فدراسیون جهانی ژیمناستیک      |
| اینا ژوکووا         | ۶ سپتامبر ۱۹۸۶ | Inna Zhukova در فدراسیون جهانی ژیمناستیک          |

| برزیل             | برزیل          | برزیل                                            |
| ژیمناست           | تاریخ          | منابع                                            |
| ----------------- | -------------- | ------------------------------------------------ |
| آنجلیکا کویچینسکی | ۱ سپتامبر ۱۹۹۱ | Angélica Kvieczynski در فدراسیون جهانی ژیمناستیک |

| بلغارستان         | بلغارستان      | بلغارستان                                      |
| ژیمناست           | تاریخ          | منابع                                          |
| ----------------- | -------------- | ---------------------------------------------- |
| بویانکا آنجلوا    | ۲۸ اکتبر ۱۹۹۴  | Boyanka Angelova در فدراسیون جهانی ژیمناستیک   |
| دیلیانا گئورگیه‌وا | ۱۸ فوریه ۱۹۶۵  | Diliana Georguieva در فدراسیون جهانی ژیمناستیک |
| آدریانا دوناوسکا  | ۲۱ آوریل ۱۹۶۹  | Adriana Dunavska در فدراسیون جهانی ژیمناستیک   |
| ماریا گیگوا       | ۲۱ آوریل ۱۹۴۷  | Maria Gigova در فدراسیون جهانی ژیمناستیک       |
| لیلیا ایگناتووا   | ۱۷ مه ۱۹۷۵     | Lilia Ignatova در فدراسیون جهانی ژیمناستیک     |
| الیزابت کوله‌وا    | ۱۱ نوامبر ۱۹۷۲ | Elizabeth Koleva در فدراسیون جهانی ژیمناستیک   |
| میلا مارینووا     | ۰۳ ژوئن ۱۹۷۵   | Mila Marinova در فدراسیون جهانی ژیمناستیک      |
| سیلویا میتوا      | ۲۴ ژوئن ۱۹۸۶   | Sylvia Miteva در فدراسیون جهانی ژیمناستیک      |
| الیزابت پایسیه‌وا  | ۱۲ دسامبر ۱۹۸۶ | Elizabeth Paisieva در فدراسیون جهانی ژیمناستیک |
| بیانکا پانووا     | ۲۷ مه ۱۹۶۹     | Bianka Panova در فدراسیون جهانی ژیمناستیک      |
| Maria Petrova     | ۱۳ نوامبر ۱۹۷۵ | Maria Petrova در فدراسیون جهانی ژیمناستیک      |
| سیمونا پیچوا      | ۱۴ مه ۱۹۸۵     | Simona Peycheva در فدراسیون جهانی ژیمناستیک    |
| دیانا پوپووآ      | ۱۰ دسامبر ۱۹۷۶ | Diana Popova در فدراسیون جهانی ژیمناستیک       |
| آنلیا رالنکووا    | ۲۵ ژانویه ۱۹۶۴ | Anelia Ralenkova در فدراسیون جهانی ژیمناستیک   |
| ایلینا ریوا       | ۱۵ مارس ۱۹۶۳   | Iliana Raeva در فدراسیون جهانی ژیمناستیک       |
| نشکا روبوا        | ۲۵ مه ۱۹۴۶     | Neshka Robeva در فدراسیون جهانی ژیمناستیک      |
| جولیا ترشلیه‌وا    | ۳ فوریه ۱۹۳۶   | Julia Trashlieva در فدراسیون جهانی ژیمناستیک   |

| کانادا            | کانادا         | کانادا                                        |
| ژیمناست           | تاریخ          | منابع                                         |
| ----------------- | -------------- | --------------------------------------------- |
| لوری فونگ         | ۲۱ فوریه ۱۹۶۳  | Lori Fung در فدراسیون جهانی ژیمناستیک         |
| الکسندرا اورلاندو | ۱۹ ژانویه ۱۹۸۷ | Alexandra Orlando در فدراسیون جهانی ژیمناستیک |
| ماری ساندرز       | ۲۶ اوت ۱۹۸۵    | Mary Sanders در فدراسیون جهانی ژیمناستیک      |

| چین       | چین           | چین                                     |
| ژیمناست   | تاریخ         | منابع                                   |
| --------- | ------------- | --------------------------------------- |
| دنگ سنیو  | ۱۵ فوریه ۱۹۹۲ | Deng Senyue در فدراسیون جهانی ژیمناستیک |
| ژونگ لینگ | ۳۰ اکتبر ۱۹۸۳ | Ling Zhong در فدراسیون جهانی ژیمناستیک  |

| قبرس                | قبرس           | قبرس                                               |
| ژیمناست             | تاریخ          | منابع                                              |
| ------------------- | -------------- | -------------------------------------------------- |
| کریستالنی تریکومیتی | ۳۰ نوامبر ۱۹۹۳ | Chrystalleni Trikomiti در فدراسیون جهانی ژیمناستیک |

| جمهوری چک         | جمهوری چک      | جمهوری چک                                                                                       |
| ژیمناست           | تاریخ          | منابع                                                                                           |
| ----------------- | -------------- | ----------------------------------------------------------------------------------------------- |
| دومینیکا چرکونکوا | ۱۸ آوریل ۱۹۸۸  | Dominika Cervenkova در فدراسیون جهانی ژیمناستیک Dominika Cervenkova در فدراسیون جهانی ژیمناستیک |
| مونیکا میچکووا    | ۲۹ ژوئیه ۱۹۹۱  | Monika Mickova در فدراسیون جهانی ژیمناستیک                                                      |
| هانا میچچووا      | ۲۵ ژانویه ۱۹۴۶ | Hana Mičechova-Sitnianská در فدراسیون جهانی ژیمناستیک                                           |

| فرانسه             | فرانسه         | فرانسه                                          |
| ژیمناست            | تاریخ          | منابع                                           |
| ------------------ | -------------- | ----------------------------------------------- |
| ناتالی فکوت        | ۲۳ مارس ۱۹۸۷   | Nathalie Fauquette در فدراسیون جهانی ژیمناستیک  |
| دلفین لودو         | ۱۵ آوریل ۱۹۸۵  | Delphine Ledoux در فدراسیون جهانی ژیمناستیک     |
| کسنیا موسفتافائه‌وا | ۸ ژوئن ۱۹۹۵    | Kseniya Moustafaeva در فدراسیون جهانی ژیمناستیک |
| ایوا سرانو         | ۲۲۸ آوریل ۱۹۷۸ | Eva Serrano در فدراسیون جهانی ژیمناستیک         |

| گرجستان          | گرجستان                  | گرجستان                                      |
| ژیمناست          | تاریخ                    | منابع                                        |
| ---------------- | ------------------------ | -------------------------------------------- |
| ایرینا گاباشویلی | ۱۵ اوت ۱۹۶۰–۲۳ مارس ۲۰۰۹ | Irina Gabashvili در فدراسیون جهانی ژیمناستیک |
| سالومه فاجاوا    | ۳ سپتامبر ۱۹۹۷           | Salome Phajava در فدراسیون جهانی ژیمناستیک   |

| آلمان                | آلمان         | آلمان                                                |
| ژیمناست              | تاریخ         | منابع                                                |
| -------------------- | ------------- | ---------------------------------------------------- |
| جانا برزکو-مارگراندر | ۱۷ اکتبر ۱۹۹۵ | Jana Berezko-Marggrander در فدراسیون جهانی ژیمناستیک |
| لیسا اینگیلدیوا      | ۴ دسامبر ۱۹۸۸ | Lisa Ingildeeva در فدراسیون جهانی ژیمناستیک          |
| لورا یونگ            | ۲۵ ژوئن ۱۹۹۵  | Laura Jung در فدراسیون جهانی ژیمناستیک               |
| کارمن ریشر           | ۱۶ مه ۱۹۵۶    | Carmen Rischer در فدراسیون جهانی ژیمناستیک           |

| یونان         | یونان          | یونان                                      |
| ژیمناست       | تاریخ          | منابع                                      |
| ------------- | -------------- | ------------------------------------------ |
| النی آندریولا | ۹ نوامبر ۱۹۸۶  | Eleni Andriola در فدراسیون جهانی ژیمناستیک |
| واروارا فیلیو | ۲۹ دسامبر ۱۹۹۴ | Varvara Filiou در فدراسیون جهانی ژیمناستیک |

| اسرائیل          | اسرائیل        | اسرائیل                                        |
| ژیمناست          | تاریخ          | منابع                                          |
| ---------------- | -------------- | ---------------------------------------------- |
| اولنا دوورنیچنکو | ۳ نوامبر ۱۹۹۰  | Olena Dvornichenko در فدراسیون جهانی ژیمناستیک |
| کاترینا پیستسکی  | ۲۶ فوریه ۱۹۸۶  | Katia Pisetsky در فدراسیون جهانی ژیمناستیک     |
| ایرینا ریسنزون   | ۱۴ ژانویه ۱۹۸۸ | Irina Risenzon در فدراسیون جهانی ژیمناستیک     |
| نتا ریکوین       | ۱۹ ژوئن ۱۹۹۱   | Neta Rivkin در فدراسیون جهانی ژیمناستیک        |
| ماریا ساونکوف    | ۲ اوت ۱۹۸۸     | Maria Savenkov در فدراسیون جهانی ژیمناستیک     |
| راهل ویگدوزچیک   | ۱ مه ۱۹۸۹      | Rahel Vigdozchik در فدراسیون جهانی ژیمناستیک   |
| ورونیکا ویتنبرگ  | ۹ سپتامبر ۱۹۸۸ | Veronika Vitenberg در فدراسیون جهانی ژیمناستیک |
| پولینا زاکالوزنی | ۲۱ فوریه ۱۹۹۲  | Polina Zakaluzny در فدراسیون جهانی ژیمناستیک   |

| ایتالیا          | ایتالیا        | ایتالیا                                        |
| ژیمناست          | تاریخ          | منابع                                          |
| ---------------- | -------------- | ---------------------------------------------- |
| الیزا بلانچی     | ۱۳ اکتبر ۱۹۸۷  | Elisa Blanchi در فدراسیون جهانی ژیمناستیک      |
| جولیتا کانتالوپی | ۲۴ ژانویه ۱۹۸۵ | Julieta Cantaluppi در فدراسیون جهانی ژیمناستیک |
| رومینا لوریتو    | ۴ آوریل ۱۹۸۷   | Romina Laurito در فدراسیون جهانی ژیمناستیک     |
| الیزا سانتونی    | ۱۰ دسامبر ۱۹۸۷ | Elisa Santoni در فدراسیون جهانی ژیمناستیک      |
| آندریا استفانسکو | ۱۳ دسامبر ۱۹۹۳ | Andreea Stefanescu در فدراسیون جهانی ژیمناستیک |

| قزاقستان      | قزاقستان       | قزاقستان                                    |
| ژیمناست       | تاریخ          | منابع                                       |
| ------------- | -------------- | ------------------------------------------- |
| آنا آلیابیه‌وا | ۱۳ نوامبر ۱۹۹۳ | Anna Alyabyeva در فدراسیون جهانی ژیمناستیک  |
| آلیا یوسوپوا  | ۱۵ آوریل ۱۹۸۴  | Aliya Yussupova در فدراسیون جهانی ژیمناستیک |

| مکزیک        | مکزیک          | مکزیک                                      |
| ژیمناست      | تاریخ          | منابع                                      |
| ------------ | -------------- | ------------------------------------------ |
| سینتیا والدز | ۱۱ دسامبر ۱۹۸۷ | Cynthia Valdez در فدراسیون جهانی ژیمناستیک |

| لهستان            | لهستان        | لهستان                                            |
| ژیمناست           | تاریخ         | منابع                                             |
| ----------------- | ------------- | ------------------------------------------------- |
| یوانا میتروش      | ۲۱ اوت ۱۹۸۸   | Joanna Mitrosz در فدراسیون جهانی ژیمناستیک        |
| الکساندرا شوتنبرگ | ۱۵ اکتبر ۱۹۸۸ | Aleksandra Szutenberg در فدراسیون جهانی ژیمناستیک |

| رومانی              | رومانی         | رومانی                                           |
| ژیمناست             | تاریخ          | منابع                                            |
| ------------------- | -------------- | ------------------------------------------------ |
| ایرینا دلینو        | ۱۲ نوامبر ۱۹۷۵ | Irina Deleanu در فدراسیون جهانی ژیمناستیک        |
| الکساندرا پیسکوپسکو | ۱۰ ژوئن ۱۹۹۴   | Alexandra Piscupescu در فدراسیون جهانی ژیمناستیک |
| دوینا استایکولسکو   | ۲۷ ژانویه ۱۹۶۷ | Doina Stăiculescu در فدراسیون جهانی ژیمناستیک    |

| روسیه                | روسیه                       | روسیه                                             |
| ژیمناست              | تاریخ                       | منابع                                             |
| -------------------- | --------------------------- | ------------------------------------------------- |
| مارگاریتا آلییچوک    | ۱۰ اوت ۱۹۹۰                 | Margarita Aliychuk در فدراسیون جهانی ژیمناستیک    |
| یولیا باروسوکوا      | ۳۱ دسامبر ۱۹۷۸              | Yulia Barsukova در فدراسیون جهانی ژیمناستیک       |
| یانینا باتیرچینا     | ۷ اکتبر ۱۹۷۹                | Yanina Batyrchina در فدراسیون جهانی ژیمناستیک     |
| گالینا بلوگلازووا    | ۱۰ ژوئن ۱۹۶۷                | Galina Beloglazova در فدراسیون جهانی ژیمناستیک    |
| اولگا بلووآ          | ۲۲ ژانویه ۱۹۸۳              | Olga Belova در فدراسیون جهانی ژیمناستیک           |
| آناستازیا بلیزنوک    | ۲۸ ژوئن ۱۹۹۴                | Anastasia Bliznyuk در فدراسیون جهانی ژیمناستیک    |
| داریا دمیتریوا       | ۲۲ ژوئن ۱۹۹۳                | Daria Dmitrieva در فدراسیون جهانی ژیمناستیک       |
| اولیانا دونسکووا     | ۲۴ اوت ۱۹۹۲                 | Uliana Donskova در فدراسیون جهانی ژیمناستیک       |
| کسنیا دودکینا        | ۲۵ فوریه ۱۹۹۵               | Ksenia Dudkina در فدراسیون جهانی ژیمناستیک        |
| آنا گاوریلنکو        | ۱۰ ژوئیه ۱۹۹۰               | Anna Gavrilenko در فدراسیون جهانی ژیمناستیک       |
| تاتیانا گوربونووا    | ۲۳ ژانویه ۱۹۹۰              | Tatiana Gorbunova در فدراسیون جهانی ژیمناستیک     |
| اولگا ایلینا         | ۳ ژانویه ۱۹۹۵               | Olga Ilina در فدراسیون جهانی ژیمناستیک            |
| آلینا کابیوا         | ۱۲ مه ۱۹۸۳                  | Alina Kabaeva در فدراسیون جهانی ژیمناستیک         |
| یوگنییا کانایه‌وا     | ۲ آوریل ۱۹۹۰                | Evgenia Kanaeva در فدراسیون جهانی ژیمناستیک       |
| الگا کاپراننوا       | ۶ دسامبر ۱۹۸۷               | Olga Kapranova در فدراسیون جهانی ژیمناستیک        |
| داریا کونداکووا      | ۳۰ ژوئیه ۱۹۹۱               | Daria Kondakova در فدراسیون جهانی ژیمناستیک       |
| النا کارپوچینا       | ۲۱ مارس ۱۹۵۱                | Elena Karpuchina در فدراسیون جهانی ژیمناستیک      |
| اوکسانا کوستینا      | ۱۵ آوریل ۱۹۷۳–۱۱ فوریه ۱۹۹۳ | Oxana Kostina در فدراسیون جهانی ژیمناستیک         |
| یانا کودریوسوا       | ۳۰ سپتامبر ۱۹۹۷             | Yana Kudryavtseva در فدراسیون جهانی ژیمناستیک     |
| ناتالیا لاورووا      | ۰۴ اوت ۱۹۸۴ – ۲۳ آوریل ۲۰۱۰ | Natalia Lavrova در فدراسیون جهانی ژیمناستیک       |
| ناتالیا لیپوفسکایا   | ۲۴ آوریل ۱۹۷۹               | Natalia Lipkovskaya در فدراسیون جهانی ژیمناستیک   |
| مارگاریتا مأمون      | ۱ نوامبر ۱۹۹۵               | Margarita Mamun در فدراسیون جهانی ژیمناستیک       |
| آلینا ماکارنکو       | ۱۴ ژانویه ۱۹۹۵              | Alina Makarenko در فدراسیون جهانی ژیمناستیک       |
| الکساندرا مرکولوا    | ۲۵ نوامبر ۱۹۹۵              | Alexandra Merkulova در فدراسیون جهانی ژیمناستیک   |
| آناستازیا نازارنکو   | ۱۷ ژانویه ۱۹۹۳              | Anastasia Nazarenko در فدراسیون جهانی ژیمناستیک   |
| یلنا پوسفینا         | ۱۳ فوریه ۱۹۸۶               | Yelena Posevina در فدراسیون جهانی ژیمناستیک       |
| ورا سسینا            | ۲۳ فوریه ۱۹۸۶               | Vera Sessina در فدراسیون جهانی ژیمناستیک          |
| کارولینا سواستیانووا | ۲۵ آوریل ۱۹۹۵               | Karolina Sevastyanova در فدراسیون جهانی ژیمناستیک |
| الکساندرا سولداتووا  | ۰۱ ژوئن ۱۹۹۸                | Alexandra Soldatova در فدراسیون جهانی ژیمناستیک   |
| گالیما شوگوروا       | ۸ نوامبر ۱۹۵۳               | Galima Shugurova در فدراسیون جهانی ژیمناستیک      |
| داریا اسواتکووسکایا  | ۴ دسامبر ۱۹۹۶               | Daria Svatkovskaya در فدراسیون جهانی ژیمناستیک    |
| ایرینا تچاچینا       | ۲۴ آوریل ۱۹۸۲               | Irina Tchachina در فدراسیون جهانی ژیمناستیک       |
| ماریا تیتووا         | ۱۹ اوت ۱۹۹۷                 | Maria Titova در فدراسیون جهانی ژیمناستیک          |
| لایسن اوتیاشه‌وا      | ۲۸ ژوئن ۱۹۸۵                | Laysan Utiasheva در فدراسیون جهانی ژیمناستیک      |
| امینا زاریپووا       | ۱۰ اوت ۱۹۷۶                 | Amina Zaripova در فدراسیون جهانی ژیمناستیک        |

| کره جنوبی   | کره جنوبی     | کره جنوبی                                |
| ژیمناست     | تاریخ         | منابع                                    |
| ----------- | ------------- | ---------------------------------------- |
| شین سو-جی   | ۸ ژانویه ۱۹۹۱ | Shin Soo-ji در فدراسیون جهانی ژیمناستیک  |
| سون یئون-جی | ۲۸ مه ۱۹۹۴    | Son Yeon-Jae در فدراسیون جهانی ژیمناستیک |

| اسپانیا            | اسپانیا        | اسپانیا                                        |
| ژیمناست            | تاریخ          | منابع                                          |
| ------------------ | -------------- | ---------------------------------------------- |
| کارمن آسدو         | 5 January 1975 | Carmen Acedo در فدراسیون جهانی ژیمناستیک       |
| مارتا بالدو        | 8 April 1979   | Marta Baldó در فدراسیون جهانی ژیمناستیک        |
| نوریا کابانیاس     | 9 August 1980  | Nuria Cabanillas در فدراسیون جهانی ژیمناستیک   |
| آلمودنا سید تستادو | ۱۵ ژوئن ۱۹۸۰   | Almudena Cid در فدراسیون جهانی ژیمناستیک       |
| استلا خیمنس        | 29 March 1979  | Estela Giménez در فدراسیون جهانی ژیمناستیک     |
| لورنا گورندس       | 7 May 1981     | Lorena Guréndez در فدراسیون جهانی ژیمناستیک    |
| تانیا لامارکا      | 30 April 1980  | Tania Lamarca در فدراسیون جهانی ژیمناستیک      |
| استیبالیس مارتینس  | 9 May 1980     | Estíbaliz Martínez در فدراسیون جهانی ژیمناستیک |
| کارولینا پاسکوال   | ۱۷ ژوئن ۱۹۷۶   | Carolina Pascual در فدراسیون جهانی ژیمناستیک   |
| کارولینا رودریگوئز | ۲۴ مه ۱۹۸۶     | Carolina Rodríguez در فدراسیون جهانی ژیمناستیک |

| اوکراین            | اوکراین        | اوکراین                                              |
| ژیمناست            | تاریخ          | منابع                                                |
| ------------------ | -------------- | ---------------------------------------------------- |
| آنا بسونووو        | ۲۹ ژوئیه ۱۹۸۴  | Anna Bessonova در فدراسیون جهانی ژیمناستیک           |
| ایرینا دریوگینا    | ۱۱ ژانویه ۱۹۵۸ | Irina Deriugina در فدراسیون جهانی ژیمناستیک          |
| ناتالیا گدونکو     | ۵ دسامبر ۱۹۸۴  | Natalia Godunko در فدراسیون جهانی ژیمناستیک          |
| آلینا ماکسیمنکو    | ۱۰ ژوئیه ۱۹۹۱  | Alina Maksimenko در فدراسیون جهانی ژیمناستیک         |
| ویکتوریا مازور     | ۱۵ اکتبر ۱۹۹۴  | Viktoria Mazur در فدراسیون جهانی ژیمناستیک           |
| لودمیلا ساوینکووا  | ۱ ژانویه ۱۹۳۶  | Ludmila Savinkova در فدراسیون جهانی ژیمناستیک        |
| اوکسانا اسکالدینا  | ۲۴ اکتبر ۱۹۷۲  | Oxana Skaldina در فدراسیون جهانی ژیمناستیک           |
| کاترینا سربریانسکا | ۲۵ اکتبر ۱۹۷۷  | Ekaterina Serebrianskaya در فدراسیون جهانی ژیمناستیک |
| الکساندرا تیموشنکو | ۱۸ فوریه ۱۹۷۲  | Alexandra Timoshenko در فدراسیون جهانی ژیمناستیک     |
| اولنا ویتریچنکو    | ۲۵ نوامبر ۱۹۷۶ | Olena Vitrichenko در فدراسیون جهانی ژیمناستیک        |
| گانا ریزاتدینووا   | ۱۶ ژوئیه ۱۹۹۳  | Ganna Rizatdinova در فدراسیون جهانی ژیمناستیک        |
| تامارا یروفیوا     | ۴ مارس ۱۹۸۲    | Tamara Yerofeeva در فدراسیون جهانی ژیمناستیک         |

| بریتانیا      | بریتانیا      | بریتانیا                                    |
| ژیمناست       | تاریخ         | منابع                                       |
| ------------- | ------------- | ------------------------------------------- |
| فرانچسکا جونز | ۹ نوامبر ۱۹۹۰ | Francesca Jones در فدراسیون جهانی ژیمناستیک |

| ایالات متحده آمریکا | ایالات متحده آمریکا | ایالات متحده آمریکا                      |
| ژیمناست             | تاریخ               | منابع                                    |
| ------------------- | ------------------- | ---------------------------------------- |
| ماری ساندرز         | ۲۶ اوت ۱۹۸۵         | Mary Sanders در فدراسیون جهانی ژیمناستیک |
| جولی زتلین          | ۳۰ ژوئن ۱۹۹۰        | Julie Zetlin در فدراسیون جهانی ژیمناستیک |

| اتحاد جماهیر شوروی | اتحاد جماهیر شوروی | اتحاد جماهیر شوروی                               |
| ژیمناست            | تاریخ              | منابع                                            |
| ------------------ | ------------------ | ------------------------------------------------ |
| گالینا بلوگلازووا  | ۱۰ ژوئن ۱۹۶۷       | Galina Beloglazova در فدراسیون جهانی ژیمناستیک   |
| ایرینا دریوگینا    | ۱۱ ژانویه ۱۹۵۸     | Irina Deriugina در فدراسیون جهانی ژیمناستیک      |
| ایرینا گاباشویلی   | ۱۵ اوت ۱۹۶۰        | Irina Gabashvili در فدراسیون جهانی ژیمناستیک     |
| النا کارپوچینا     | ۲۱ مارس ۱۹۵۱       | Elena Karpuchina در فدراسیون جهانی ژیمناستیک     |
| اوکسانا کوستینا    | ۱۵ آوریل ۱۹۷۳      | Oxana Kostina در فدراسیون جهانی ژیمناستیک        |
| تاتیانا کراوچنکو   | ۱۳ ژوئن ۱۹۳۶       | Tatiana Kravtchenko در فدراسیون جهانی ژیمناستیک  |
| مارینا لوباتچ      | ۲۶ ژوئن ۱۹۷۰       | Marina Lobatch در فدراسیون جهانی ژیمناستیک       |
| النا توماس         | ۱۱ ژانویه ۱۹۶۱     | Elena Tomas در فدراسیون جهانی ژیمناستیک          |
| لودمیلا ساوینکووا  | ۱ ژانویه ۱۹۳۶      | Ludmila Savinkova در فدراسیون جهانی ژیمناستیک    |
| گالیما شوگوروا     | ۸ نوامبر ۱۹۵۳      | Galima Shugurova در فدراسیون جهانی ژیمناستیک     |
| اوکسانا اسکالدینا  | ۲۴ اکتبر ۱۹۷۲      | Oxana Skaldina در فدراسیون جهانی ژیمناستیک       |
| الکساندرا تیموشنکو | ۱۸ فوریه ۱۹۷۲      | Alexandra Timoshenko در فدراسیون جهانی ژیمناستیک |

| ازبکستان         | ازبکستان        | ازبکستان                                       |
| ژیمناست          | تاریخ           | منابع                                          |
| ---------------- | --------------- | ---------------------------------------------- |
| اولیانا توفیمووا | ۲۸ فوریه ۱۹۹۰   | Ulyana Trofimov در فدراسیون جهانی ژیمناستیک    |
| جمیلا راخماتووا  | ۱۹ سپتامبر ۱۹۹۰ | Djamila Rakhmatova در فدراسیون جهانی ژیمناستیک |

| یوگسلاوی   | یوگسلاوی | یوگسلاوی                                  |
| ژیمناست    | تاریخ    | منابع                                     |
| ---------- | -------- | ----------------------------------------- |
| میلنا رلین | ۱۹۶۷     | Milena Reljin در فدراسیون جهانی ژیمناستیک |

## ژیمناست‌های ترامپولین

### زنان (ترامپولین)

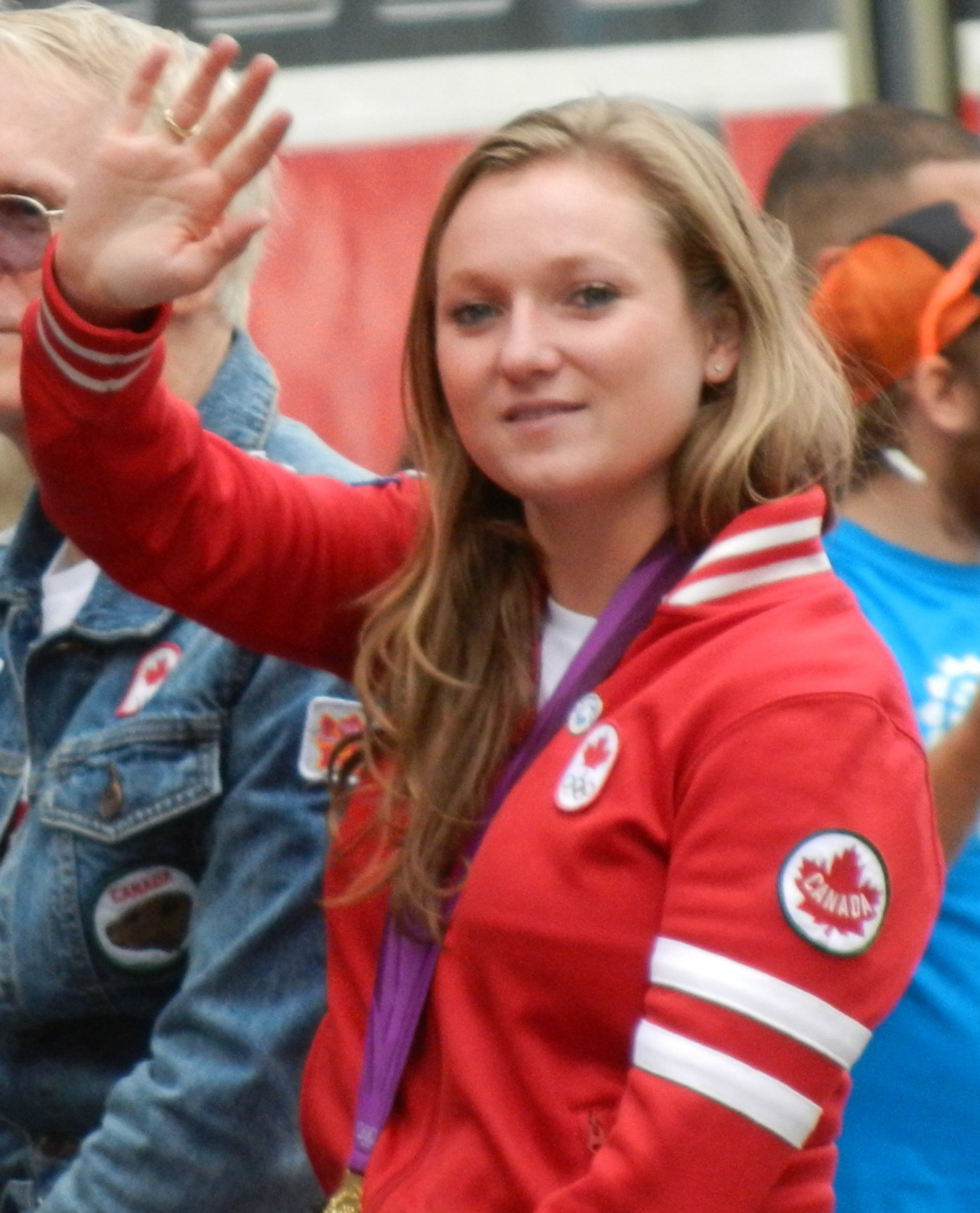
روسی مکلنن

| کانادا       | کانادا       | کانادا                                      |
| ژیمناست      | تاریخ        | منابع                                       |
| ------------ | ------------ | ------------------------------------------- |
| کارن کوکبورن | ۲ اکتبر ۱۹۸۰ | Karen Cockburn در فدراسیون جهانی ژیمناستیک  |
| روسی مکلنن   | ۲۸ اوت ۱۹۸۹  | Rosie MacLennan در فدراسیون جهانی ژیمناستیک |

| چین          | چین             | چین                                        |
| ژیمناست      | تاریخ           | منابع                                      |
| ------------ | --------------- | ------------------------------------------ |
| هه وینا      | ۱۹ ژانویه ۱۹۸۹  | He Wenna در فدراسیون جهانی ژیمناستیک       |
| هوانگ شان‌شان | ۱۸ ژانویه ۱۹۸۶  | Huang Shanshan در فدراسیون جهانی ژیمناستیک |
| لی دان       | ۱۹ سپتامبر ۱۹۸۸ | Li Dan در فدراسیون جهانی ژیمناستیک         |

| آلمان         | آلمان         | آلمان                                      |
| ژیمناست       | تاریخ         | منابع                                      |
| ------------- | ------------- | ------------------------------------------ |
| آنا دوگونادزه | ۱۵ فوریه ۱۹۷۳ | Anna Dogonadze در فدراسیون جهانی ژیمناستیک |

| روسیه            | روسیه      | روسیه                                       |
| ژیمناست          | تاریخ      | منابع                                       |
| ---------------- | ---------- | ------------------------------------------- |
| ایرینا کاراوایوا | ۱۸ مه ۱۹۷۵ | Irina Karavaeva در فدراسیون جهانی ژیمناستیک |

### مردان (ترامپولین)

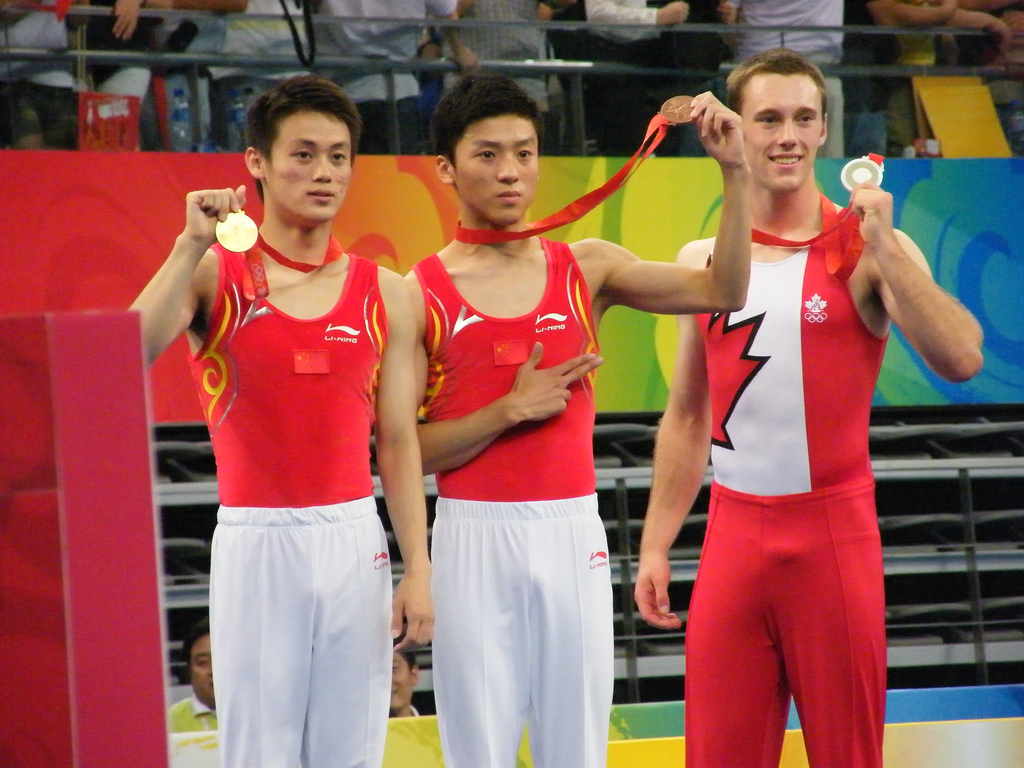
دونگ دونگ

| چین        | چین           | چین                                     |
| ژیمناست    | تاریخ         | منابع                                   |
| ---------- | ------------- | --------------------------------------- |
| دونگ دونگ  | ۱۳ آوریل ۱۹۸۹ | Dong Dong در فدراسیون جهانی ژیمناستیک   |
| لو چونلونگ | ۸ آوریل ۱۹۸۹  | Lu Chunlong در فدراسیون جهانی ژیمناستیک |

| آلمان         | آلمان          | آلمان                                      |
| ژیمناست       | تاریخ          | منابع                                      |
| ------------- | -------------- | ------------------------------------------ |
| هندریک اشتلیک | ۲۹ دسامبر ۱۹۸۰ | Henrik Stehlik در فدراسیون جهانی ژیمناستیک |

| روسیه              | روسیه         | روسیه                                            |
| ژیمناست            | تاریخ         | منابع                                            |
| ------------------ | ------------- | ------------------------------------------------ |
| الکساندر موسکالنکو | ۴ نوامبر ۱۹۶۹ | Alexander Moskalenko در فدراسیون جهانی ژیمناستیک |
| دمیتری اوشاکوف     | ۱۵ اوت ۱۹۸۸   | Dmitry Ushakov در فدراسیون جهانی ژیمناستیک       |

| اوکراین      | اوکراین       | اوکراین                                  |
| ژیمناست      | تاریخ         | منابع                                    |
| ------------ | ------------- | ---------------------------------------- |
| یوری نیکیتین | ۱۵ ژوئیه ۱۹۷۸ | Yuri Nikitin در فدراسیون جهانی ژیمناستیک |